# ロシア正教会の歴史
ロシア正教会の歴史では、キリスト教の独立正教会のひとつであるロシア正教会の歴史を扱う。

## 出発点をめぐる論争
ロシア正教会の出発点をどこに設定するかでまず論争が存在する。
「ロシア」という地域名が最初に文献に登場するのは15世紀末、広く用いられるようになったのは16世紀になってからのことである。「ロシア」がどこから出発したかが曖昧な以上、「ロシア正教会の歴史」と言った場合もどこに記述の出発点を置くべきかは必然的に議論が分かれるものとなる。
11世紀までは、ルーシの中心地域が現在のウクライナの首都であるキエフ周辺だったことを反映し、正教会の中心地もキエフであったのだが、その周辺の現代ウクライナとなっている南西ルーシ地域は14世紀前後に隣国のリトアニア大公国とポーランド王国によって征服されて以来、18世紀のエカチェリーナ2世による併合に至るまでウラジーミル、モスクワを始めとした北東ルーシからは切り離されてもいた。「ルーシ」の正教会の歴史と、北東ルーシのモスクワを中心とする現在のロシア正教会の歴史とは分けて考えるべきだとする見方も説得力はある。
だが当初からキエフ府主教座は北東ルーシをも管轄していた。キエフ・ルーシ時代の正教会とロシア正教会の歴史との間にどこまで連続性を認めるかは難しい議論となり決着はつかない。これは特にウクライナにおいて、政治的立場と相俟って熱い論争となる歴史認識問題である。国境や民族の居住区域、地域の中心地が一定することのない、大陸のどこでもみられる論争である。
本項では、連続性を有しかつ時代的境界線を設定し難い教会史の性質もあり、キエフ・ルーシ時代の正教会とロシア正教会の連続性を一定程度認め、10世紀後半頃のルーシから詳細な記述を進める。ロシア正教会の出発点をより後代に看做す立場からも、この時代の正教会の歴史はロシア正教会の歴史を知る上では必須の「ロシア正教会前史」であるとは最低限言えるからである。なお参考までに、10世紀後半以前のクリミア半島も含めた状況および伝承についても最初に若干触れる。

## クリミア半島とキエフの伝承
ルーシの正教会伝道の歴史は12使徒のひとりであるアンドレイ（アンデレ）にさかのぼるとする伝承が残されている。黒海北東地方に伝道を行ったアンドレイは、のちにキエフが建設されるドニエプル川河畔の丘陵地帯で祝福の祈りを行い、十字架を立てたとされる。
東ローマ帝国の版図となっていたクリミア半島には、1世紀末のローマの聖クリメントがケルソネソス近くに流刑にされ、その後致命したという伝承や、8世紀後半のクリミヤの克肖者聖神父イオアンの伝承にみられるように、既にキリスト教が広まっていたが、こうした黒海沿岸のギリシア植民市におけるキリスト教はルーシ内陸部にまでは定着しなかった。

## キエフからモスクワへの軌跡

### ウラジーミル1世の受洗とキエフ府主教座の設立

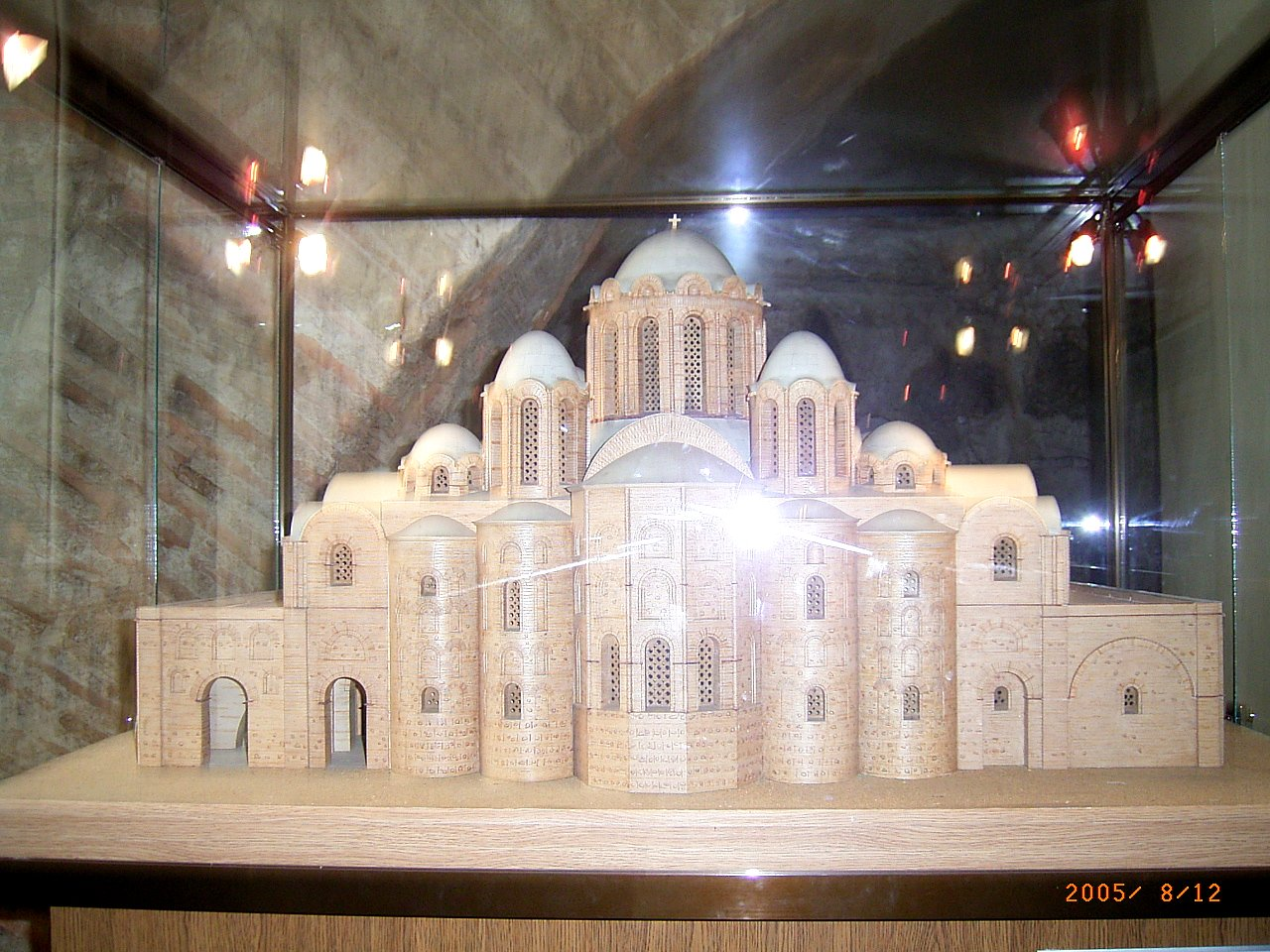
キエフ・ルーシ時代の聖ソフィア大聖堂の模型。

正教会の伝承によれば、ルーシの正教伝道の歴史は12使徒のひとりであるアンドレイにさかのぼるとされるが、本格的な正教伝道の試みが歴史的に確認できるのはコンスタンティノープル（コンスタンティノポリス、コンスタンディヌーポリ）総主教フォティオス（在位：858-861‚ 878-886）によるものである。また954年にはキエフ大公ウラジーミル1世の祖母であるオリガがキリスト教（正教会）の洗礼を受け、ルーシにおける正教のさきがけとなった。
まとまった形を伴ったルーシの正教会の歴史は、988年、キエフ大公ウラジーミル1世が、東ローマ帝国皇帝バシレイオス2世の妹アンナを妃とし、公式に東ローマ帝国の国教である正教会の洗礼を受けた時から始まるとされ、この年がロシア正教会の歴史の基点とされることが多い。府主教座は当時ルーシの中心都市であり、キエフ大公国の首都であったキエフにおかれた。
発足当初から長期にわたってキエフ府主教はコンスタンティノープル総主教庁の監督下にあり、コンスタンティノープル総主教がキエフ府主教を任命した。当初は府主教も東ローマ帝国から派遣されたギリシャ人だった。なお初期の府主教の称号は単に「キエフ府主教」であり、「キエフ及び全ルーシの府主教」の称号は後代になって使われるようになった（13世紀から使われ始め、恒常的に使われるようになったのは14世紀）。
キエフには後にキエフ・ペチェールシク大修道院に成長する洞窟修道院が、アトス山の修道院から出身地ルーシに戻ったアントニイによって1051年に創始された。

### 東西両面からの軍事的脅威と諸公の抗争
キエフ大公国は10世紀末から11世紀前半にかけてウラジーミル聖公とヤロスラフ賢公の時に最盛期を迎えたが、その後は10以上の諸公国による割拠の態を示したばかりか、テュルク系遊牧民ポロヴェツ人による介入をも招き、ルーシは混沌とした有様となった。
13世紀にはルーシの動揺は決定的となる。度重なる内紛によりルーシの統合は破壊された。東からはポロヴェツ人を打ち破ったモンゴルが襲来し、西からはローマ教皇の意を受けた「北方十字軍」の侵略を受けた。バトゥに率いられた東からのモンゴル軍は、1237年にはウラジーミルを陥落させ、1240年にはポーランド・ハンガリーへの遠征の途中でキエフを陥落させた。西からのルーシに対する「北方十字軍」としては、スウェーデン軍がノヴゴロドの奪取を試み（1240年）、ドイツ騎士修道会はプスコフを占領した。
これら外憂のうち、西方からのスウェーデン軍・ドイツ騎士修道会は、いずれもウラジーミル大公アレクサンドル・ネフスキーによって撃退された（対ドイツ騎士修道会の戦闘としては1242年の「氷上の戦い」）。だがモンゴルに対しては、アレクサンドル・ネフスキーは基本的に恭順の姿勢を示していくことになる。以降15世紀中葉に至るまで、ルーシはモンゴルの影響下に置かれることとなる。
モンゴルの支配は苛烈なものではあったが、ローマ・カトリックへの改宗を強制する「十字軍」とは違い信仰面においては比較的寛容だったため、当時のキエフ府主教であったキリル3世もアレクサンドル・ネフスキーの「西方諸国に断固とした姿勢で臨み、東のモンゴルには恭順する」という外交政策を支持していた（しかしアレクサンドルのこうした外交姿勢は「臆病」「優柔不断」との非難も同時代に受けている）。当時のルーシ諸公には極めて強力なモンゴルの軍事力に対して徹底抗戦するだけの実力も統一性もなかった。ルーシ諸公の内紛とモンゴルの介入は断続的に続き、ルーシの国土は荒廃した。
キエフをはじめとするルーシ中央部、および南部の平原はモンゴルによって壊滅した。ルーシの他の地域もモンゴルから大きな被害を受けたが、これ以後ルーシは、北西のノヴゴロドおよびプスコフ、北東のウラジーミル、スーズダリ、ロストフ、ヤロスラヴリ、南西のハールィチ、ヴォルィーニなど、（あくまで相対的・比較的にだが）被害の少なかったおおよそ三つの諸地域から構成されるようになった。
このような外憂内患を受けた結果が、キエフ府主教座の移転である。

### キエフ及び全ルーシの府主教座の北東ルーシへの移転

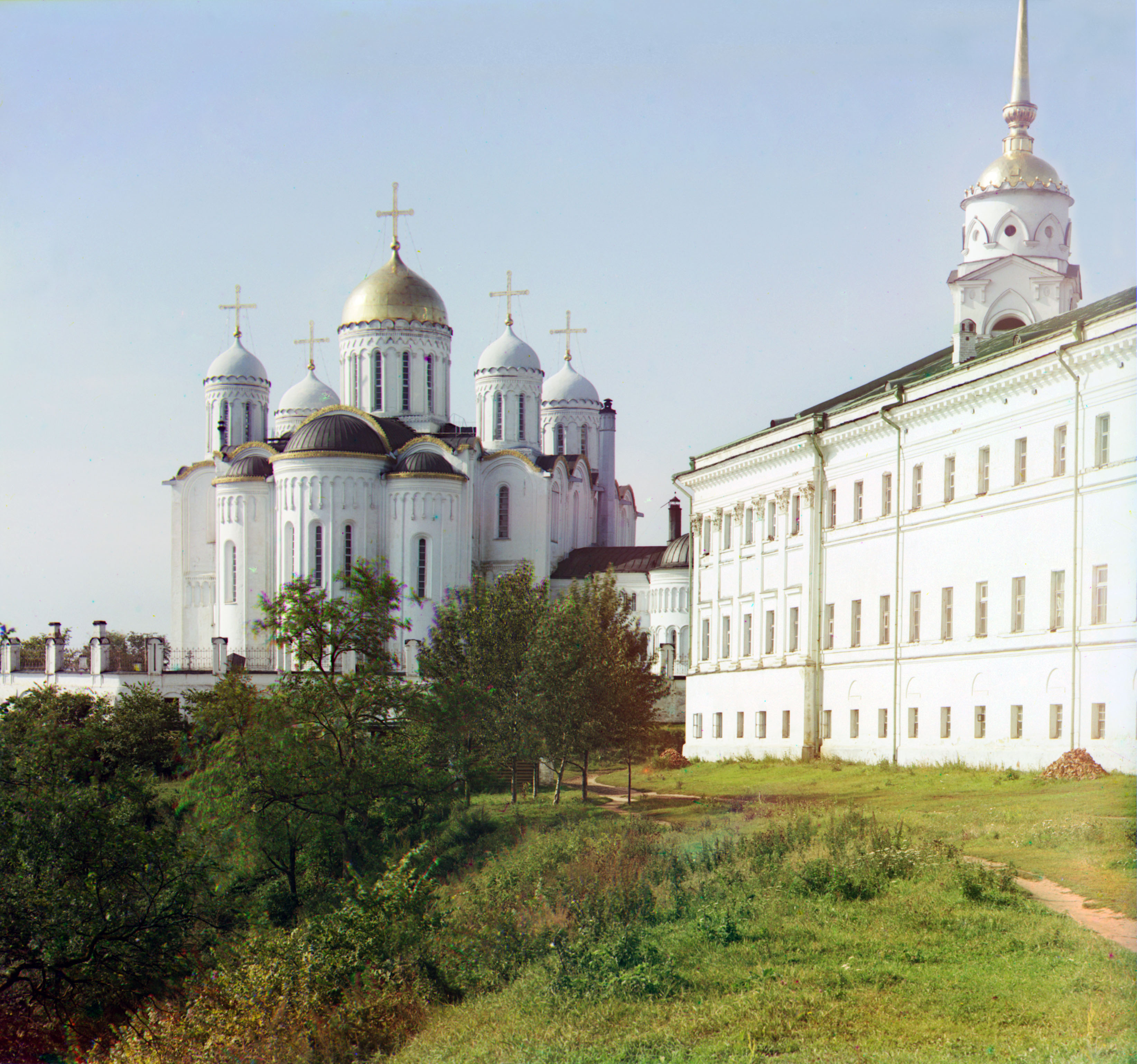
ウラジーミルの生神女就寝大聖堂。セルゲイ・プロクジン＝ゴルスキーによって1912年に撮影されたカラー写真。

ルーシ全域が混乱していた1249年、南西ルーシのハールィチ・ヴォルィーニ公ダニールはローマ教皇インノケンティウス4世から王号を受け、塗油と戴冠を受けた。こうしたダニールの動きに、コンスタンティノープル総主教は脅威を感じる。キエフ府主教は先述の通りコンスタンティノープル総主教の影響下にあり、コンスタンティノープル総主教の利害の下に動いていた。ダニールの推挙を受けたキエフ府主教キリルでさえもその例外ではなかった。荒廃したキエフからの遷座の行き先を決めるさい、親ローマの旗幟を鮮明にするハールィチ・ヴォルィーニ大公ダニールとは距離を置いたキリル府主教が着目したのは、ローマとの対決姿勢を鮮明にする北東ルーシのウラジーミルであった。
キリルはウラジーミルへの遷座の準備を精力的に進めたが、実現前に永眠する（1282年）。その後、北東ルーシ諸公の抗争のために遷座は暫く延期されたが、戦乱が収束した1299年、キリルの後継であるキエフ府主教マクシモスはウラジーミルへの遷座を実行した。
ウラジーミルへの遷座後も「キエフ及び全ルーシの府主教」の称号は維持され、キエフ及びルーシの府主教マクシモスが「ウラジーミル主教」を兼任。それまでのウラジーミル主教はロストフ主教に転出した。これはルーシの安定を志向した府主教座が、自らの称号に「全ルーシ」を加えることによって、ルーシが一体となった安定した姿を理想として提示しようとした意思表示でもあったとされる。「キエフ」の名を残したのは、キエフ以外の都市名を冠した第二府主教座の設置が、ルーシの教会組織の統一性の阻害要因になると判断されたためであった。
遷座により、モンゴルやローマカトリック諸国からの直接的脅威から免れるという目的は達成された。だがこれ以降、理想的状況とは程遠い北東ルーシ諸公の抗争が特にトヴェーリとモスクワの間で戦われていく中、キエフ府主教座は否応無しに政争に巻き込まれ、あるいは政争に介入せざるを得ない局面が生まれてくることになる。
キエフ及び全ルーシの府主教座は、1325年頃以降、モスクワへその根拠地を移転していくことになるが、これが定着するまでにはなお紆余曲折があった（後述）。

### 荒野修道院の成立
モスクワ対トヴェーリの抗争が終息に向かい、1328年に始まり40年間続く「大いなる平和（静寂）」を迎えたルーシで、中部・北部ロシアの原生林に多くの荒野修道院が建設されていった。
先述したキエフ洞窟修道院にみられる通りそれまでのルーシにも修道院は存在していたが、中部・北部ロシアの原生林に多くの荒野修道院が建設され、精神面、物質面問わずあらゆる面において、ルーシに地殻変動をもたらした。東ローマ帝国で起きていたヘシュカスムが修道士のネットワークを通じてもたらされたことも影響している。ロシアの広大な原生林での修行は、中東の正教会の修道士が行っていた砂漠での修行と似通ったものとして捉えられた。

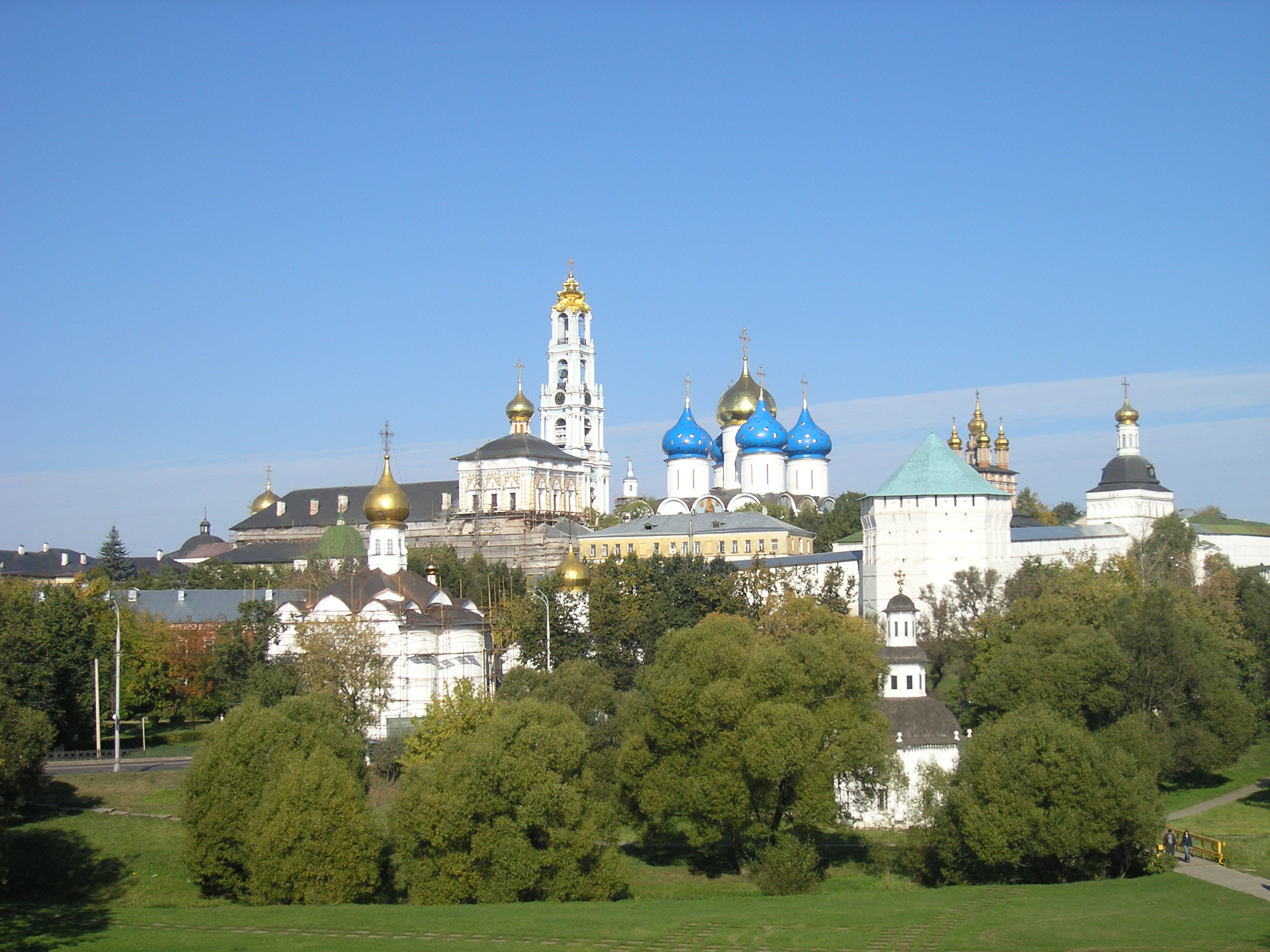
至聖三者聖セルギイ大修道院

1345年、のちに至聖三者聖セルギイ大修道院に発展する修道院がラドネジの聖セルギイにより創始された。当初は小さな木造教会を有するだけの修道院だったが、こうした荒野修道院運動の主要な担い手として瞬く間に修道院の規模は拡大。至聖三者聖セルギイ大修道院からだけでも8つの都市修道院、27の荒野修道院が生まれている。至聖三者聖セルギイ大修道院は後々、帝政ロシア・現代ロシアに至るまで、ロシア正教会最大級の修道院として大きな影響力を有することとなる。
ソロヴェツキー諸島の修道院群も、1429年にサヴァーチイにより、その基礎となる庵が建てられたことに出発している。サヴァーチイの死後、ノヴゴロド出身のゾシマが白海修道院を建設し、修道院群発展の道筋をつけた。のちのソ連時代に強制収容所に転用されたこともある（後述）ほどその環境は過酷なものであるところに、当時の荒野修道院の目指した土地の有様が垣間見える。

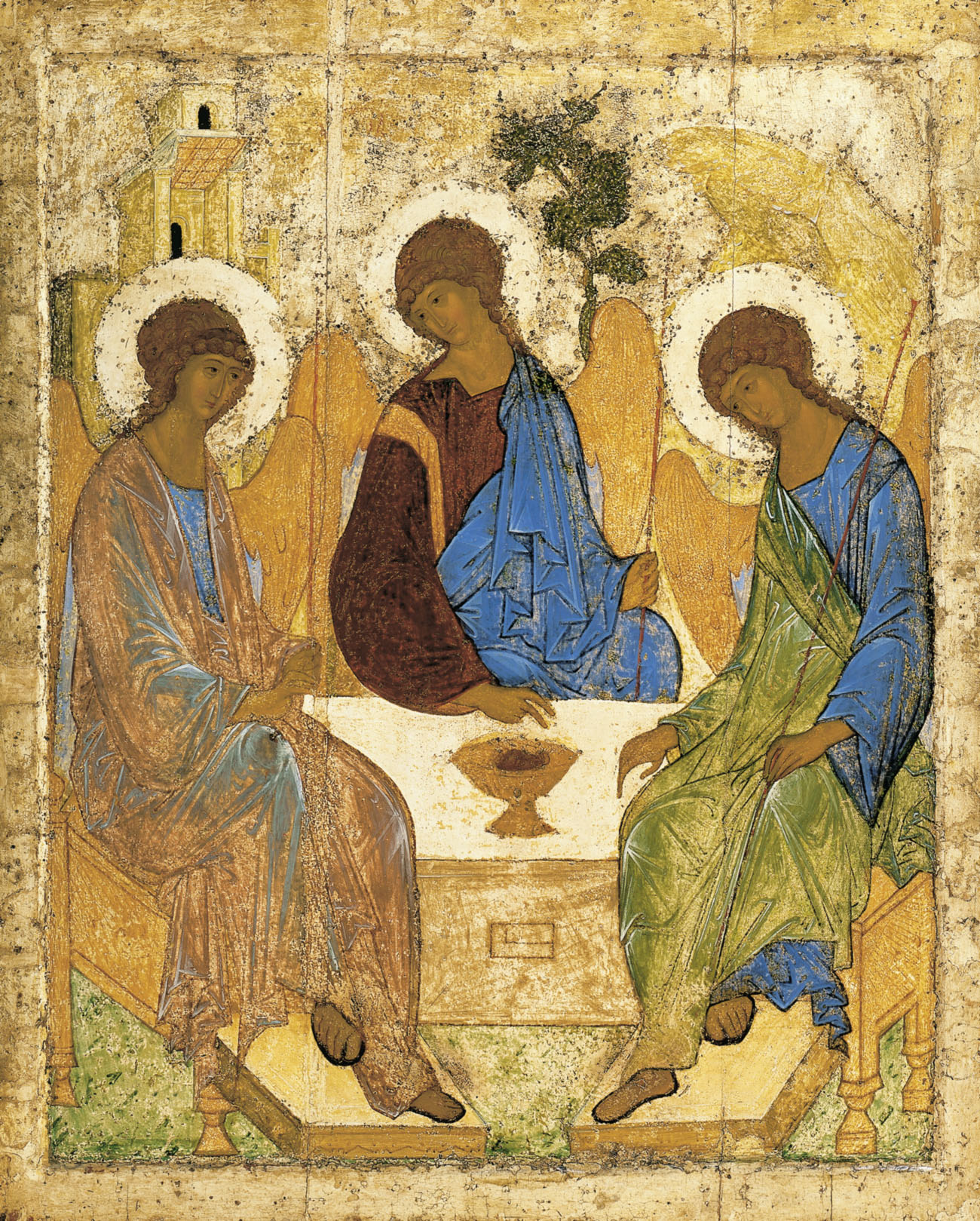
アンドレイ・ルブリョフによるイコン『至聖三者』

自給自足を原則とした農業共同体としての修道院は、精神面ではモンゴルによる恐怖政治と相次ぐ戦乱にあえいでいた人心の安定に大きく寄与した。物質面では無人の原生林を開拓して国土開発を行った。14世紀に至るまで戦乱のために行われることのなかった西欧の農業技術（輪作）の導入を行う主体ともなり、ルーシの農業技術の改良にも貢献したと考えられている。
また当時の修道士達の足跡は、後代、ロシア正教会のみに留まらない正教会全体に大きな影響を及ぼすものとなった。当時活躍したイコン画家であり修道士でもあったアンドレイ・ルブリョフのイコン「至聖三者」は、正教会のみならずカトリック教会でも使用されることがある。

### 第二の府主教座設置要求による動揺
トヴェーリとモスクワの抗争、そしてリトアニア大公国とモスクワの抗争を通じ、「キエフ及び全ルーシの府主教」を誰が保護下に置くのか、そして「キエフ及び全ルーシの府主教」が誰を保護者として選ぶのかは重大な問題であり続けた。府主教座の掌握は、全ルーシ支配の正当性をもたらすものだったからである。イヴァン・カリターは1328年、ウラジーミルからモスクワに府主教を移動させることに成功し、モスクワによる全ルーシ支配の正当性を得る礎を築いた。
キエフ府主教の北東ルーシへの遷座に伴い、ある種の置き捨てられた感を持った南西ルーシ諸公と、南西ルーシに自らの影響下にある府主教座を置くことで南西ルーシの正教徒への支配権確立の正当化を画策するリトアニア大公国は、新たな府主教座の設置をコンスタンティノープルに要求していくことになった。こうした要求には本来、全ルーシを管轄する者は名義通りキエフに所在しなければならず、ウラジーミルにとどまらないモスクワへの遷座は認められないという主張を伴っていた。これはもっともな理屈ではあったが、ウラジーミルに遷座した上にモスクワへの事実上の遷座を行ったことには確かに疑問が大きかったとはいえすでにキエフ府主教がいる以上、キエフに重複する府主教座を設けることが教会法違反であったことも確かであった。ましてモンゴル系汗国やカトリック諸国からの軍事的脅威を避けるためというやむをえない事情によって北東ルーシへ拠点を移した府主教座にとって、このような論は当然認められるものではなく、第二の府主教座設置はルーシ分裂の契機とも成り得る危険を孕むものであった。
結局、ハールィチ府主教座、リトアニア府主教座などが一時的に成立はするものの、それらの府主教座は終局的には閉鎖されていく。この間、コンスタンティノープル総主教庁は効率的な事態打開ができなかった。

### 14世紀のコンスタンティノープル総主教庁の対応

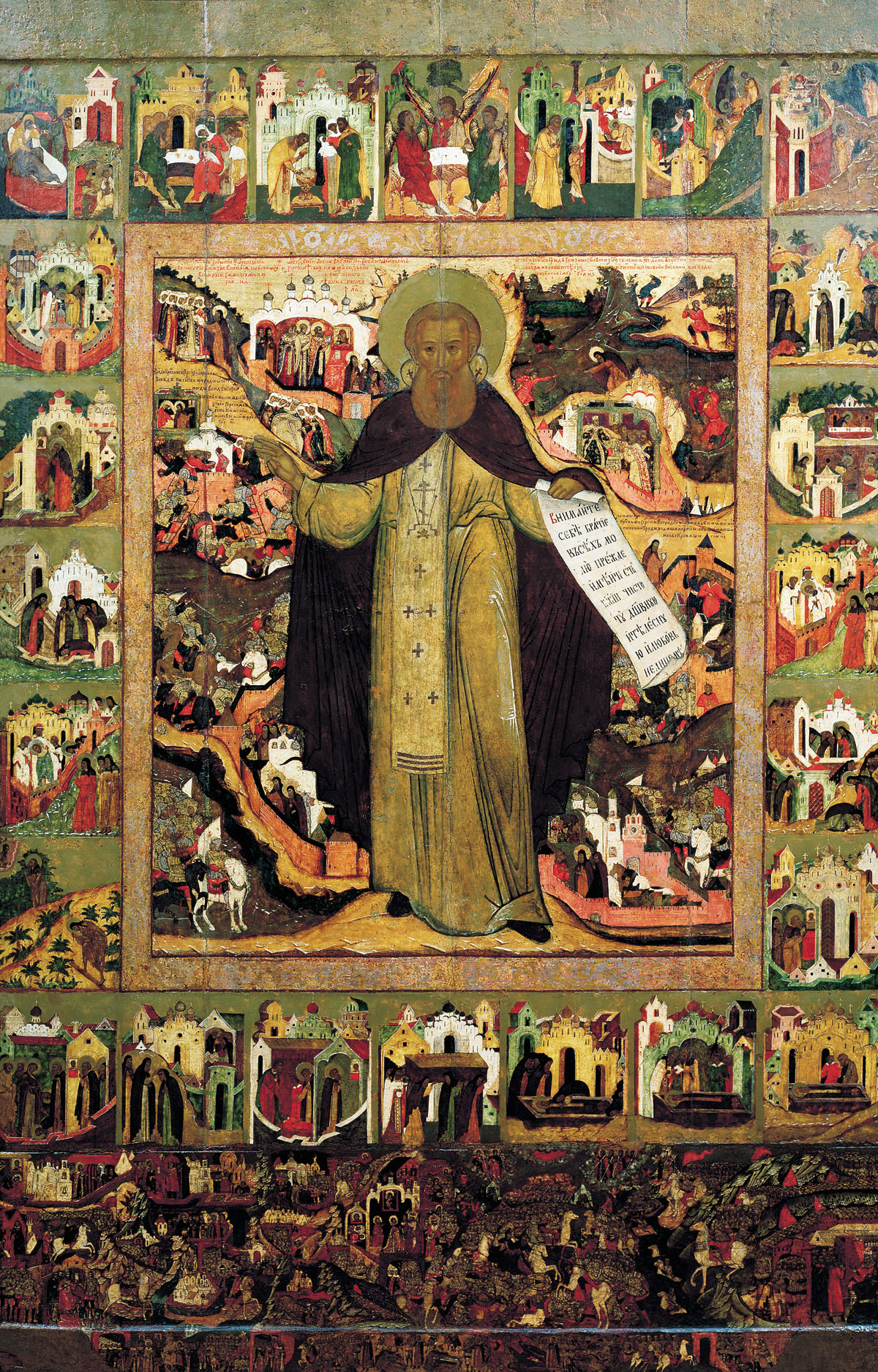
ラドネジの聖セルギイのイコン。その生涯が回りに描かれている。

13世紀まではルーシの一体性を崩すことを避けるために効果的な対策を打ってきたコンスタンティノープル総主教庁も、14世紀には政策の一貫性を欠き、ルーシに関する裁定は玉虫色のものとなっていき、場合によってはリトアニアとの妥協も行うことがあった。コンスタンティノープル総主教庁の保護者たるパレオロゴス朝東ローマ帝国がこの時期には完全に衰退しており、皇帝の教会政策に関する意思にもコンスタンティノープル教会自身の意思にも、統一性が欠けていた。ルーシに関して正常な意思決定能力を発揮し一貫性ある政策を行うのは当時の東ローマ帝国と総主教庁には荷が重かったと言えよう。
こうしたコンスタンティノープル総主教庁の態度と事情が、ルーシにおける抗争の様相を複雑化させていく一つの要因ともなった。これはルーシの正教徒達の間にコンスタンティノープル総主教庁の紛争調停能力への疑義を持たせる結果となった。具体的には、1350年代に聖アレクシスのロシア府主教叙聖に際しブルガリア総主教が自らの息のかかった人物を叙聖しようと介入、さらに東ローマ皇帝位を巡ってのカンダクジノス家とパレオロゴス家での内乱からフィロセオス総主教が疎開したことにより空座となった主教座にカリストス１世が再就任、すでに聖アレクシスが叙聖されていた事実を無視してロマンを全ルーシ府主教として叙聖してしまう。これによりルーシには二人の主教が並び立つ事態となり、結果二分割された府主教区のうち大ロシアをアレクセイが、小ロシアをロマンがそれぞれ統轄することとなった。
このような状況下で14世紀末にコンスタンティノープル総主教庁から派遣されてきた府主教キプリヤンは親リトアニアの姿勢を鮮明にし、ルーシ侵略を目論むリトアニア大公国のことは反イスラームの同盟国として扱ったのに対し、ルーシに対しては赤子に対する教師であるかのように振る舞い、政治的抗争に関与するルーシの正教会指導者の過ちを厳しく叱責した。
こうした叱責自体は正論ではあったが、教会にしかもはや統一的指導者と保護者を見出せないルーシの苦悩を顧みずに無神経な叱責を名高いラドネジのセルギイにまで加え、リトアニア大公国との友好的態度をとる府主教キプリヤンの言動は、先述したように今までルーシの紛争調停に無為無策であるどころか時には却ってリトアニアを利する決定を下してきたコンスタンティノープル総主教庁の過去と相俟って、「『帝都コンスタンティノープルへの援軍の見返りとしての東西教会合同を推進する』というエゴのためには、コンスタンティノープルはルーシをどうとでも扱うのではないか」との印象すらもルーシの正教徒に与え、ルーシにおけるコンスタンティノープル総主教庁の権威と声望を（あくまで相対的にだが）低下させることとなった。
ただし文人としての才能に豊かであった府主教キプリヤンは、教会文化面では多大な貢献をルーシに対して行った。年代記や教会著作の執筆・編纂を行い、祈祷書や教父著作などのギリシャ語文献のスラヴ語翻訳も行っていった。ルーシの正教徒たちも謙虚に旺盛な学習意欲によってよくこれに応え、主に先述の荒野修道院がこうしたビザンティン文化受容の担い手となった。結果、「第二次南スラヴの影響」と総括される、ルーシの正教会の文化活動の隆盛を迎えた。

### クリコヴォの戦いと、モスクワ大公国の台頭

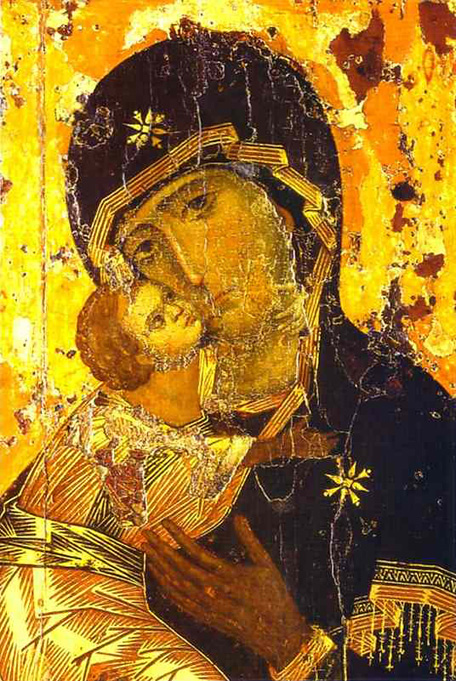
「ウラジーミルの生神女」（イコン）。1131年にコンスタンティノープルからキエフに贈られた。1155年にウラジーミルに移され、ヴァシーリー1世により1395年にはモスクワに移された。ロシア正教会で最も有名なイコンのひとつであり、これを複製したイコンは膨大な数に上る。

1380年、モスクワ大公ドミトリイ・ドンスコイ率いるルーシ諸公連合軍は、クリコヴォの戦いでジョチ・ウルスのママイ・ハン軍を破った。この戦いの前にラドネジのセルギイは大公ドミトリイ・ドンスコイに対して祝福を与えている。一般にはこの1380年を以てルーシは「タタールのくびき」から解放されたとされることが多い。
依然としてジョチ・ウルスないしその後継ハン国（クリム・ハン国など）の軍事的脅威はその後も15世紀までルーシの諸都市が幾度も略奪に遭っていることからも判る通り持続しており、17世紀末に至るまで軍事的脅威は残存していた。モスクワの人々が「ウラジーミルの生神女」のイコンを用いて祈ったことでティムールの軍がモスクワから退いていったとされる伝承からも、遊牧国家がルーシ諸公にとり依然として脅威であったことが判る。
しかしクリコヴォの戦いが一つのきっかけとはなり、モスクワ大公国が名実ともにルーシの第一人者となっていくこととなる。ただしこの頃のルーシの統合はまだ緩やかなものであった。

### フィレンツェ公会議に対する対応
1439年、フィリオクェ問題をはじめとする教義の違いが争点となったものの、フィレンツェ公会議でカトリック教会と、正教会の指導者であるコンスタンティノープル総主教および東ローマ帝国皇帝ヨハネス8世パレオロゴスとの間で、教会の分裂の再統合の合意がなされた。しかし、コンスタンティノープル市民や大貴族（ルカス・ノタラス大公がその筆頭）も含めた東ローマ帝国の正教信者達から東西教会合同決議に対する猛反発が起こり、結局東西教会の合同は実現できなかった。背景には第4回十字軍に決定的となった反西方教会感情があるとみられる。
この時、ロシア正教信者も同様に猛反発を起こし、ロシア正教会の代表として公会議に出席し、再統合に賛成したギリシャ人のモスクワ府主教イシドール（ギリシャ語名イシドロス。在任1436-1441年）は、モスクワに帰任するとモスクワ大公ヴァシーリー2世によって直ちに捕らえられ、府主教職を解かれて追放された。西方教会諸国から軍事的圧迫を受け続けてきたという点では東ローマ帝国もルーシも同様だったのであり、反西方教会感情が広く正教会諸国に共有されていた事実が示されている。
イシドールはローマに逃れ、ローマ・カトリック教会の枢機卿に就任した。のちに、実際の管轄は伴っておらずあくまで名誉的・名義上のものであったが、コンスタンティノープル総大司教・キプロス大司教にも任じられる。
当時の東ローマ帝国はオスマン帝国によって滅亡寸前にまで追い込まていたために西欧の救援を求めて東西教会の統合を進めたが、当時のモスクワ大公国にとってそのような妥協をする必要はなかったのであり、民衆のレベルだけでなくモスクワ大公という世俗君主までもが実力行使に出るほどにまで、対応がより先鋭的になる事情があったと言えよう。

## 独立ロシア正教会の成立
イシドールの追放後、モスクワ大公ヴァシーリー2世は1448年、ロシア主教会議を招集し、新しい府主教イオナ（1448-1461）を着座させた。その後、ロシア正教会はコンスタンティノープル総主教庁から自治独立権を有するようになった。ただしこの時は、他の正教会から自治独立を承認されてはおらず、事実上の自治独立という形であった。ヴァシーリー2世は幾度もコンスタンティノープル総主教庁にロシア正教会の独立を認めるよう辞を低くして要請していたが、この直後、東ローマ帝国は滅亡し（1453年）、オスマン帝国の支配下に置かれたコンスタンティノープル総主教庁にはそのような重要な決定を下せるような余裕はなかった。

### モスクワ大公国の拡大

ロシアの「双頭の鷲」

1467年、ヴァシーリー2世の長子であるイヴァン3世は東ローマ帝国最後の皇帝コンスタンティノス11世の姪ソフィア（ゾエ・パレオロギナ）を妻として迎え、ローマ帝国の継承者であることを宣言した。
その後、イヴァン3世により、豊かな毛皮を産する後背地を抱えるノヴゴロド（1478年）と貿易の活発であったプスコフが征服された（正式な併合は後年）。同時期、ヤロスラヴリ（1463年）、ロストフ（1474年）、トヴェーリ（1485年）なども次々に併合され、これにより独自の豊富な財源を手に入れたモスクワ大公はルーシ諸公・貴族の中で専制君主として振舞う実力を獲得した。こうした国力を反映し、生神女就寝大聖堂（ウスペンスキー大聖堂）がモスクワのクレムリン内に建設された。

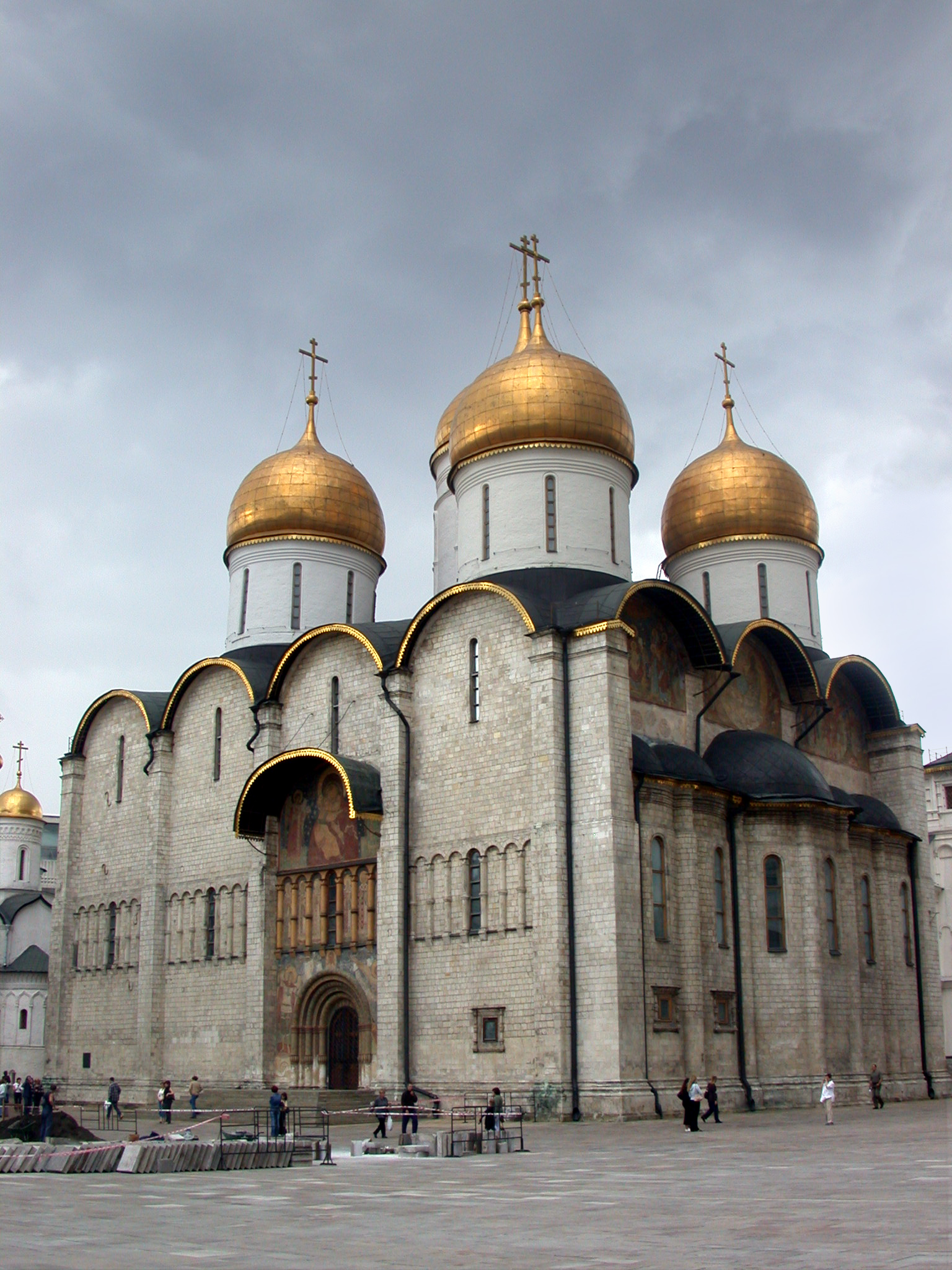
生神女就寝大聖堂
(ウスペンスキー大聖堂)

イヴァン3世は初めて「ツァーリ」（皇帝）の称号を名乗った君主であり、双頭の鷲の紋章がモスクワ大公の紋章に加えられた。
モスクワ大公の征服活動の中でノヴゴロド大主教は明確にモスクワ府主教の下に位置付けられることとなり、カトリック国リトアニアとモスクワの狭間で揺れ動いてきたプスコフの正教会世界への編入がほぼ確定され、大半の東スラヴの正教会世界のヒエラルキーが整理された。
この時代、プスコフ近郊の修道士フィロフェイが、書簡中で「モスクワは第三のローマである」と言及している。モスクワに事実上完全に屈服させられたプスコフ人がこのような文言を述べたのは聊か奇異に映るが、当時、「世界創造紀元」で7000年にあたったのが1492年であり、一種の世紀末的な思想が流布していたことも「第三のローマ論」の背景にあると思われる。コンスタンティノープルの陥落とリトアニアの脅威を前に終末思想を伴った当時のロシアに精神的な緊張があったことは、モスクワによる権力統一への機運が高まったことの背景として指摘されることがある。「モスクワは第三のローマである」という言葉は、東ローマ帝国滅亡後の正教会世界にあって唯一の独立国となったロシアの、正教の守護者としての自負を示すものとして流布していく。

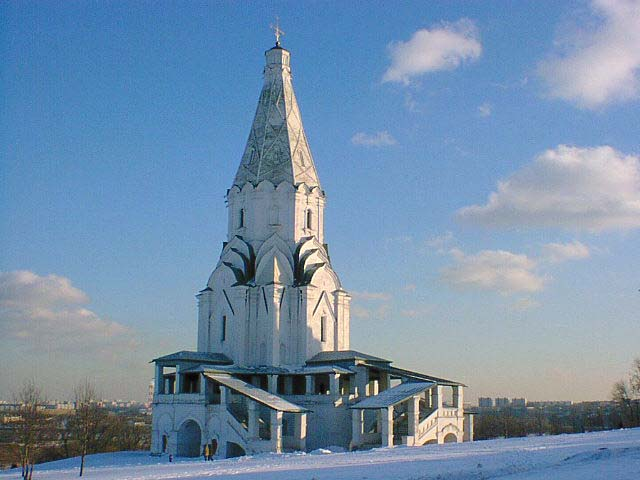
コローメンスコエの「主の昇天教会」。1532年、ヴァシリー3世が後のイワン雷帝の誕生を祝して建設した教会。世界遺産。

イヴァン3世の後継者であるヴァシーリー3世は征服事業を継続。プスコフ（1510年）、ヴォロク公国（1513年）、リャザン公国（1521年）、ノヴゴロド・セーヴェルスキー公国（1522年）を大公国に編入した。ノヴゴロドとプスコフという、北方に栄えた中世共和政都市は、ここにおいて名実共に解体された。
次のツァーリ、イヴァン4世は、紙と印刷機の導入、常備軍の創設などの近代化を進め、対外戦争（リヴォニア戦争など）を実行するとともに、教会への国家の統制を強めた。イヴァン4世の統治の時代（特に治世後半）は、彼のあだ名となった「雷帝」の語にも象徴されるようにロシアに恐怖政治が吹き荒れた時代であった。後述する所有派の流れを汲むモスクワの府主教聖フィリップは皇帝に対し痛悔を迫り、国家と皇帝を正常化しようと努力したが、最後には絞殺された。
ヴァシーリー2世以降、大公・ツァーリによるロシア正教会への介入は強まる傾向があったが、15世紀中頃から16世紀初頭にかけて、ロシア正教会の性格に関わる重要な論争が教会において起こっていた。所有派と非所有派の論争である。

### 所有派と非所有派の対立

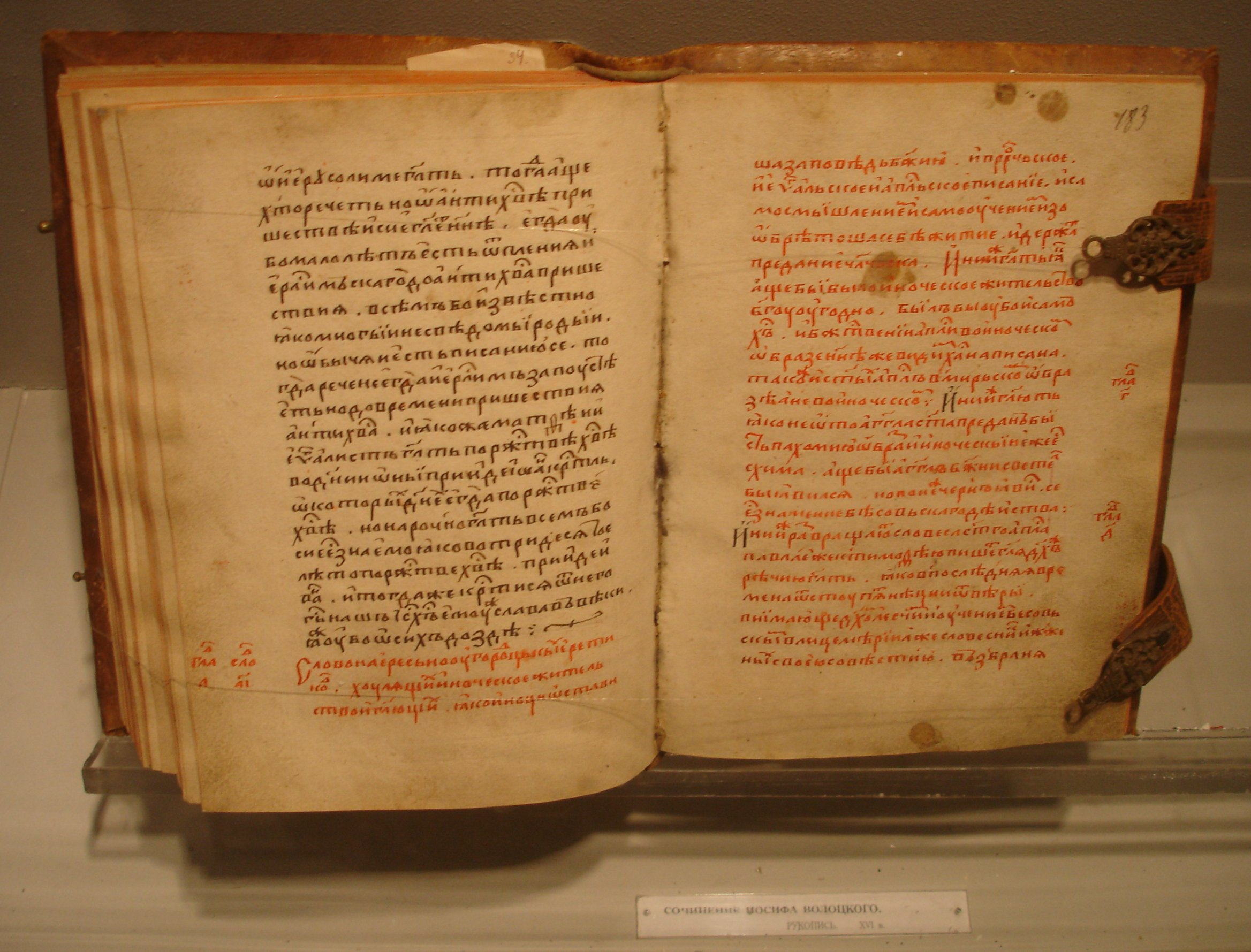
聖イオシフ・ヴォロツキイの直筆本

荒野修道院運動から出発した修道院群も、時を経て開墾地により豊かになっていたものが多かった。こうした富を積極的に用いて人々を助けるべきだとした人々が所有派である。他方、隠遁者を多数生み出し、清貧を旨とし財産所有に反対した人々が非所有派である。
15世紀中頃から両派の間で論争が活発になったのだが、そもそもこうした富を巡った論争が起きること自体が、修道院群の「荒野修道院」からの一定の変質を物語るものである。勤勉な修道士達による過去の開墾の成果が豊かな実りをこの時代にもたらしたのも事実であるが、反面、世俗権力と癒着する聖職者層が形成されてきていたのも確かであった。
- 所有派のリーダー…ヴォロコラムスクの修道院長：聖イオシフ・ヴォロツキイ(1439-1515)
- 非所有派のリーダー…聖ニル・ソルスキー(1433-1508)、聖マクシム・グレク(1470-1556)

※ここでは両方のリーダーが列聖されていることを特に示すために、正教会で用いられている「聖」の称号を付す。

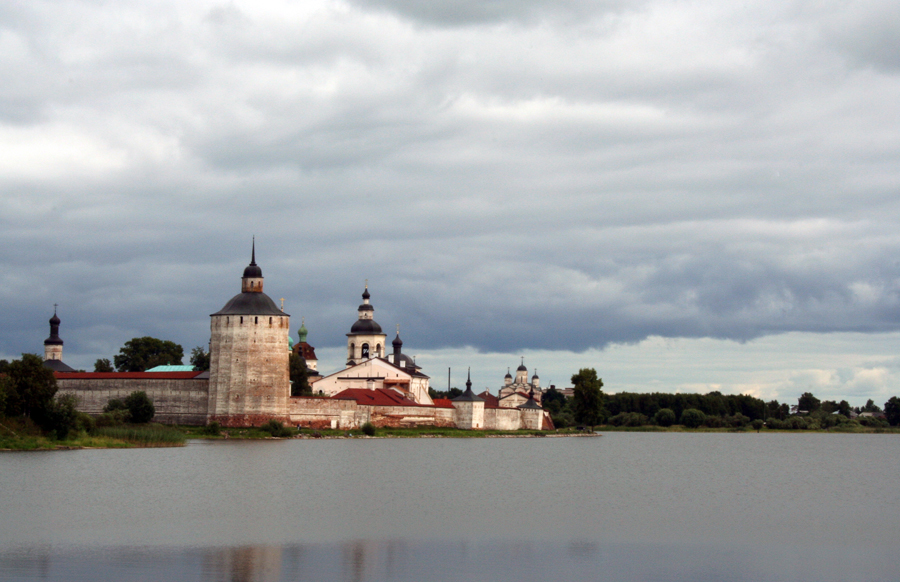
聖ニル・ソルスキーが生活していたキリロ・ベロゼルスキイ修道院

上記のそれぞれの派のリーダーに「聖」という称号が付されていることから判る通り、後代の正教会からはいずれも列聖されており、両派のいずれかが二者択一の結果として現代において正統性を獲得するといったようなことは起きていない。所有派は当時、権力基盤が整備され統一が進んでいたロシアにおいて豊かな財力を活かし、荘厳な奉神礼を整え、西欧の進んだ技術を導入する担い手となり学校教育・社会福祉に力を入れていたと評価され、一方非所有派は、祈りと修道を通した精神的向上により、人々の精神生活をより豊かにしようと働いていたと評価される。両派ともに当時も尊敬される修道士・聖人を生み出していた。
しかしながら当時のロシア正教会は、組織としては両派のバランスを志向せず、基本的に所有派を優先するようになっていった。こうした所有派の姿勢への偏りが後々、16世紀及び17世紀のロシア正教会のさまざまな問題に影を落とすことになる。
なお、両派の対立の時代の中にあっても、精神的遺産が正教会に遺された。イオシフ・ヴォロツキイは当時隆盛していた異端に対する論駁を著した。ニル・ソルスキーはアトス山など数々の聖地を訪れ、ヘシュカスムの神秘的奥義を体得、聖師父の著作を読んでロシアに帰郷し、帰郷後は隠遁所をつくって修道生活を送った。膨大な著作も遺している。

### モスクワ総主教庁成立
イヴァン4世の後継者であった皇帝フョードル1世はリューリク朝モスクワ大公国の最後のツァーリである（在位：1584年 - 1598年）。信仰熱心であり祈りに熱心なことで知られたフョードル1世の在位下で、独立ロシア正教会のモスクワ府主教座は総主教座に昇格する。ただしフョードル1世はツァーリとしては全く凡庸であり、実権のほぼ全ては貴族間の抗争に勝ち残った、フョードル1世の義兄であったボリス・ゴドゥノフに握られていた。モスクワ府主教座の総主教座への昇格もボリス・ゴドゥノフの意向に沿ったものとみられている。
コンスタンティノープル総主教庁はモスクワ府主教座の総主教座への昇格に対しさしたる難色も示さなかった。
1589年に府主教イオフが、初代モスクワ及び全ルーシの総主教に就任した。ロシア正教会はモスクワの主教座が総主教制をとることおよび独立教会としての地位を、コンスタンティノープル総主教イェレミアス2世を始めとした4人の総主教（コンスタンティノープル総主教、アレクサンドリア総主教、アンティオキア総主教、エルサレム総主教）から承認された。

## ロマノフ朝時代
17世紀以降、1917年のロシア革命まではロマノフ朝の時代である。この時代、ロシア正教会は国家の保護に入り特権的立場を得ると同時に、ツァーリの強力な統制下に置かれた。西欧的な国家改革を目指すツァーリ主導の下でロシア正教会の西欧化が進められていったのもこの時代であるとまとめられる。正教会の西欧化の是非はロシア・ウクライナ地域に限らず、この時代の全正教会にとって最大の問題であり続けた。
ただし、ツァーリの強力な統制も西欧化についても、一様な進行プロセスを辿ったわけではない。そしてその生み出された結果についてのステレオタイプな見解「体制従属的なロシア正教会」「他の正教会に比べて西欧的なロシア正教会」についても、それほど単純なものではない。まずロマノフ朝の出発点は、非常に非力なツァーリから始まっていたことには留意すべきであろう。その正教会との関わりの経緯、その終結点についてはさまざまな見解が存在し、これも同じく単純なものではない。ツァーリの統制が完成するまでのプロセスを、主に以下の点を順に追っていくことで概観するが、あくまで概要でしかないことに注意されたい。
- 総主教フィラレートによる統治：世俗権力と教会勢力の不均衡
- 総主教ニーコンによる改革の顛末とその背景
  - ロマノフ朝がウクライナ西岸を勢力下に置いたことによる西欧化の影響：ブレスト合同とキエフ神学校
  - 伝統を重視する姿勢の二分：古儀式派の発生

### 世俗権力と教会勢力の不均衡

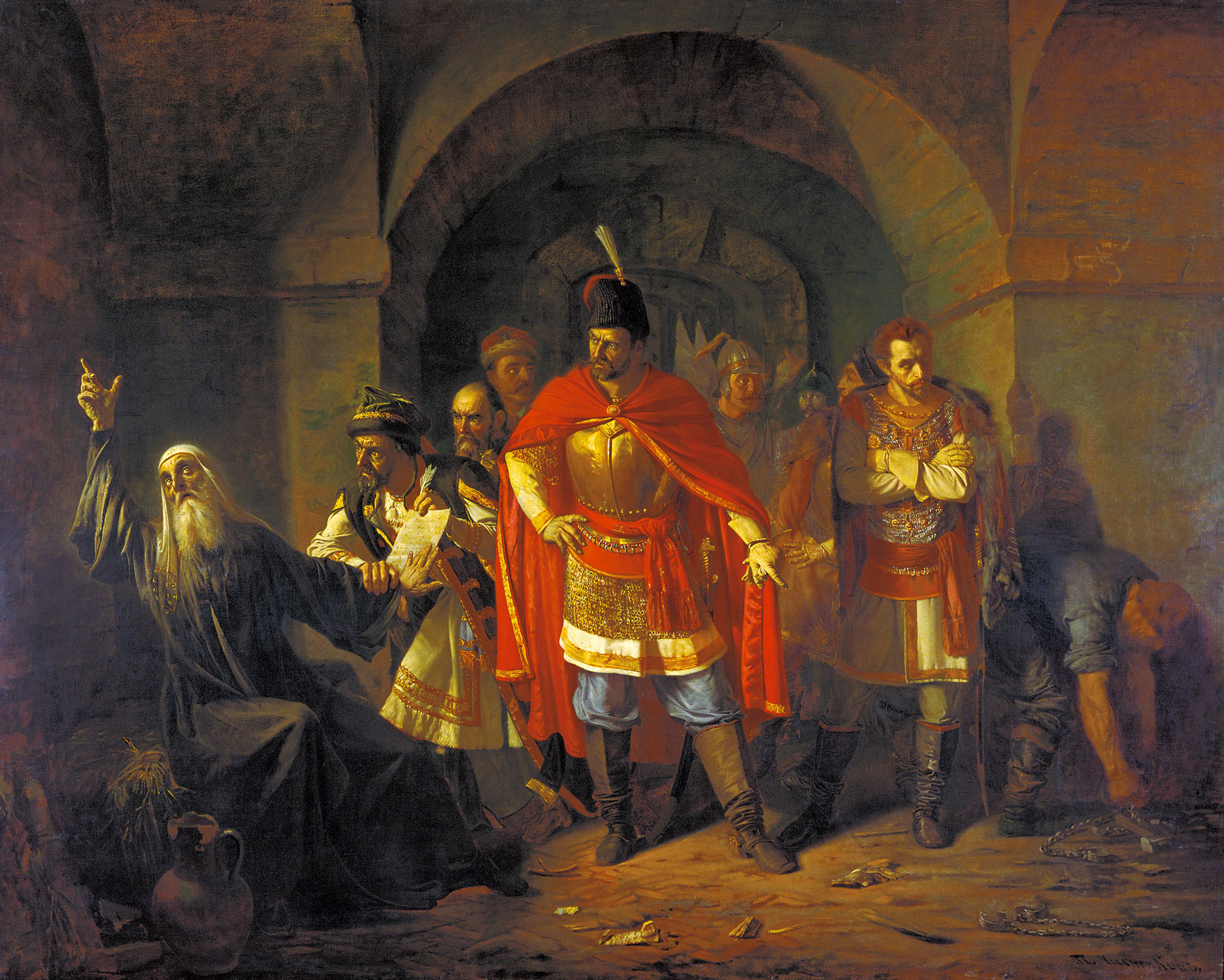
『ポーランド人への祝福を拒む総主教エルモゲン』パーヴェル・チスチャコフによる。1860年に描かれた作品。

一定の政治的手腕を有していたボリス・ゴドゥノフであったが、その治世は3年間も続く飢饉などに見舞われ安定しなかった。ボリス・ゴドゥノフの死の前後より、ロシアは後継者を巡って大動乱の時代を迎える。
カトリック国のポーランドが介入して来るに及び（ロシア・ポーランド戦争）モスクワはポーランドに占領されたが、モスクワ総主教エルモゲン（ゲルモゲン）はモスクワを占領したポーランド人に祝福を与えるのを拒んだ。ポーランドにより獄中に繋がれたモスクワ総主教エルモゲンは、混乱していたロシアに回状を出し正教信仰の守護と国土解放を呼びかけた。ロシアではニジニ・ノヴゴロドを中心に国民軍が編成され、ポーランドからモスクワは解放された。
その後モスクワでツァーリに選ばれたのはミハイル・ロマノフであった。ロマノフ朝がここに創始されるが、16歳のミハイル・ロマノフはおとなしい人物であり、実権は貴族たちによる全国会議に握られていた。ツァーリ権力を抑制するという貴族達の意図が働いた人選であった。
このミハイル・ロマノフの父であったロストフ府主教フィラレート（俗名：フョードル・ロマノフ）がエルモゲン総主教の後継として1619年にモスクワ総主教に着座すると（在任は永眠する1633年まで）、フィラレートは精力的に軍制改革を含むさまざまな世俗面での政治改革を行い。ボリス・ゴドゥノフの死後喪われていたモスクワ大公国の国土回復に力を注いだ。ミハイル・ロマノフ自身の政務への意欲の少なさにも一因のあったこの総主教による政治は、東ローマ帝国（ビザンチン帝国）とその正教会の理念であった、世俗権力と教会の調和としてのビザンティン・ハーモニーを善しとする後代の正教会関係者から批判されるものである。
貴族たちによるツァーリ権力の抑制、そして総主教フィラレートによる統治にみられるように、17世紀前半には未だツァーリの権力はそれほど絶対的なものではなかったとも言えよう。ただしこうしたビザンティン・ハーモニーの破壊と教会の世俗権力への介入は政教の相互不可侵性を否定した面も有しており、世俗による教会への介入という逆もまた然りとする政治力学を否定するのを難しくする結果も招来した。

### ニーコン総主教およびその後の改革
ロシア正教会史の中でも特筆される大事件として挙げられることが多い総主教ニーコンによる改革は、特筆されて然るべきさまざまな決定的影響をロシア正教会に残した。この改革に対する評価は賛否両論があり、現代の正教会関係者からも必ずその功罪の両面が挙げられる。その背景と顛末を、概要のみ記す。なお、この改革は宗教改革とは呼ばれない。

#### ブレスト合同とキエフ神学校

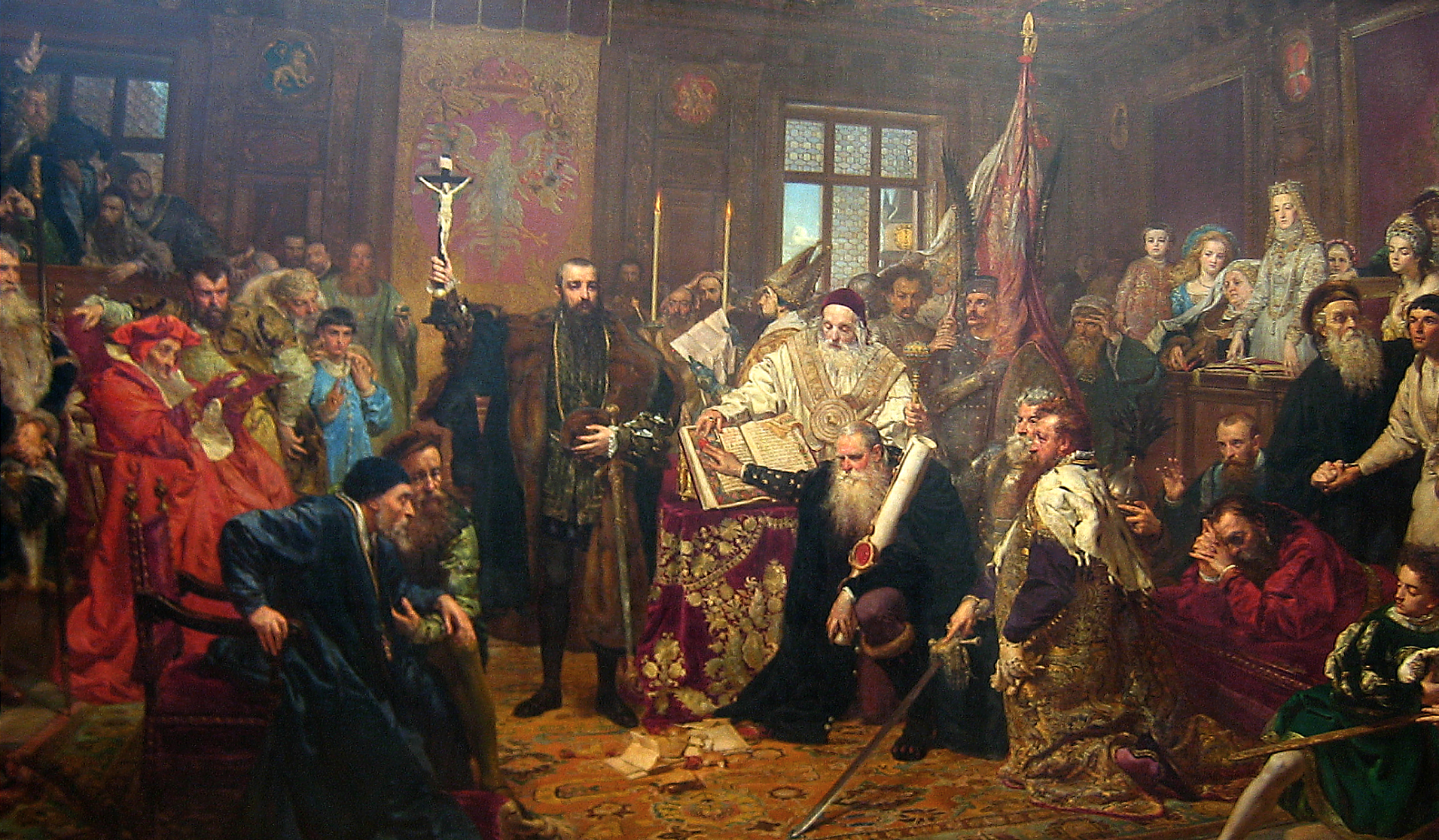
「ルブリン合同」(1569年)。東欧の大国であるポーランド・リトアニア連合の成立。画像は19世紀ポーランドのヤン・マテイコによる絵画。

17世紀前半まで、キエフを含むウクライナ西岸はポーランド・リトアニア共和国の勢力下にあった。すなわちカトリック教会の影響下にあったことになる。同じ時期、カトリック教会にはプロテスタントに対抗する対抗宗教改革が起きており、世俗権力からもローマカトリック教会からも、ウクライナにおける教会をローマ教皇の下に帰属させようとする活発な動きが生じた。1596年にはブレスト合同によりウクライナ東方カトリック教会が成立。現在も存続する、東方典礼を保持しつつローマ教皇の教皇首位権を認める教会である東方典礼カトリック教会のうち最大級の教会がウクライナに誕生した。
これによって、ウクライナに関わるコンスタンティノープル総主教庁の庇護下にあった正教会指導者に生じた潮流は、大きく分けて二つある。一つはキリロス・ルカリス（キリル・ルカリス）（1572年-1638年）にみられる、反ローマカトリック感情からプロテスタントの影響を受け入れる傾向。いま一つはキエフ府主教ペトロー・モヒラにみられる、ローマカトリックに対抗するためにラテン神学を用いようとする傾向である。しかし両派ともに西欧の神学的な影響を全否定するものではなかった。寧ろ「全否定できなかった」という方が正しい。その要因はさまざまなものがあるが、一つの理由として当時、独自の正教会の学問機関がほぼ皆無であったことが挙げられる。オスマン帝国では正教会の教育機関維持は許されず、高位聖職者となる人々はイタリアに行ってラテン語で神学教育を受けるしか高度な教育を受ける方法がなかった。
この時代、聖師父に則った正教会の正統的信仰をまだしも汲むものとして評価されているのは1672年のエルサレム総主教ドシセオス2世による信仰告白書であるが、ドシセオスは独学で聖師父学を学んでいた人物であった。より正教会の伝統的な信仰を明らかにする著作としては、後代アトス山のフィロカリアを待たねばならないとされる。
キエフ府主教ペトロー・モヒラはカトリック国のポーランド・リトアニア共和国の支配下にあって圧倒的ハンディを抱えつつも、1632年、キエフ神学校を設立する。正教会の神品達にラテン的素養を具えさせ、以てカトリックに対抗しようという狙いがあったこの学校の声望はすぐに高まった。しかしながら当然このようなラテン系の術語等を正教に導入する試みは、いかに正教を護るためという善意から出たものであっても、正教会内の伝統を重んじる者達から反発を買うのは自然な流れであった。
ウクライナが1654年に大幅な自治権の保証つきでロシアのツァーリの宗主権を認めポーランド・リトアニア共和国の支配から脱出したことで、ロシアと西ウクライナの物流と人の交流は活発化していく。それはモスクワを中心とするロシア正教会に西欧化の波が押し寄せて来ることをも意味した。

#### 伝統を重視する姿勢の二分：古儀式派の発生
こうした時に登場してきたのがニーコンであり、彼はアヴァクームらと共に正教会の西欧化に危機感を抱き、正教会の伝統を守る意識を持っていた人物であった。だが1652年にニーコンがツァーリであるアレクセイの支持を受けて総主教に着座し教会の改革を始めた段階で、アヴァクームらの一派と分裂が生じた。
先述の通りこの時代、ロシア正教会では所有派が指導的立場にあったが、所有派は非常に形式を重んじる人々であり、形式主義は非常に深くロシア正教会に根を下ろしていた。

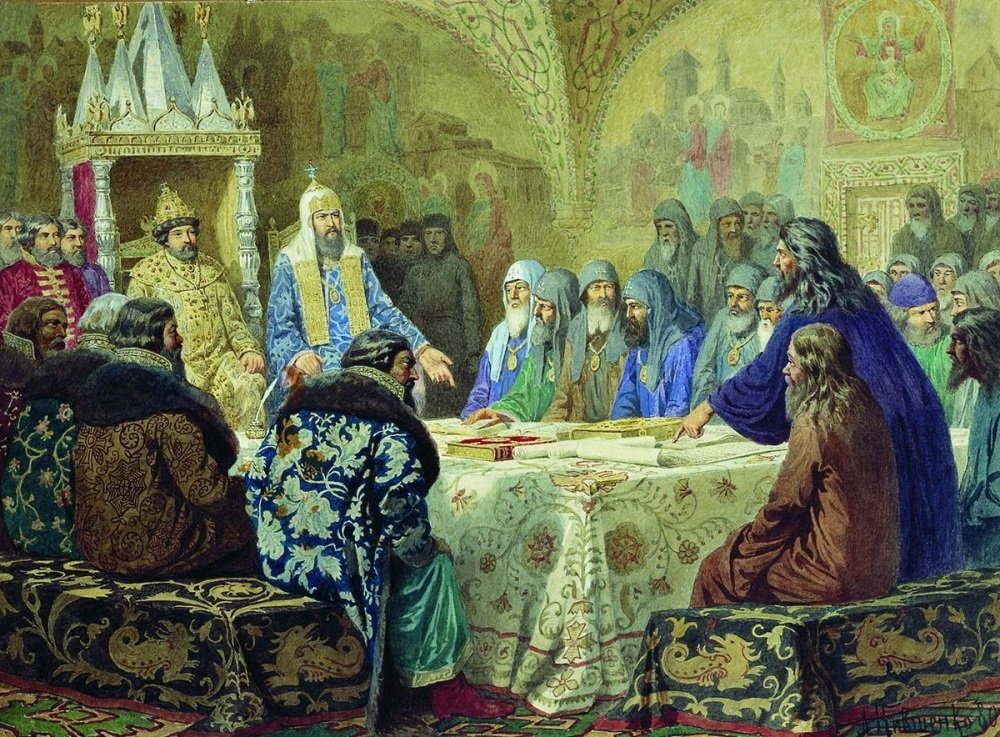
アレクセイ・キフシェンコによる絵画。「奉神礼書を改訂する、総主教ニーコンとエピファニー・スラヴィニェツキー」

形式主義への偏重を中庸の状態に適正化させること。およびロシア正教会の形式を、正教世界の中心たるロシアに相応しくギリシャに倣ったものとし、ギリシャの奉神礼・伝統・祈祷書を取り入れることで正教会世界の標準的地位をロシアに確立すること。以てカトリック教会への対抗とする。これらがニーコン改革によって目指された。
なお誤解されることもあるので注意を要するが、ニーコン改革はロシア正教会を革新しようとしたのではなく、あくまでも（少なくとも改革者の主観的には）他教会と共通する正教会の伝統を確立しようとしたのみであって、伝統をいかに保持すべきかという問題意識についてはニーコンに賛成した側も、ニーコンに反対する側も、異なるところはなかった。西欧におけるカトリックとプロテスタントの間の相違ほどには両者には見解上の溝はなかったと言える。
だがそれでもニーコンによる改革は、ルーシから先祖代々、祈祷形式を護ってきた自負を持つ人々からの猛烈な反発を生み、反対者から致命者も出た。ツァーリの縁戚からも致命者が出たことにこの反対運動が広く起こっていたことが示されている。これらの改革に反発した人々は改革を受け入れた人々から「分離派（ラスコーリニキ）」と蔑称された。正教古儀式派が中立的な呼称である。
後代、帝国の安定を期す帝権の思惑から「『分離派』という名称は差別的である」として、彼等に対して若干の配慮が示されるようになり、エカチェリーナ2世の時代から公文書においては「古儀式派」の名称を使用するようになった。現代においても「古儀式派」が、当事者に配慮した名称となっている。
当初は古儀式派に対する弾圧は人頭税を二倍払わせるなどの間接的手段に止まったが、次第に実力行使の面が増大。ニーコン総主教はツァーリの摂政という立場を活かし、古儀式派への実力行使を伴った弾圧を進めていった。古儀式派による集団焼身自殺といった熱狂的な抵抗運動はロシア全国各地でみられた。
反対運動の背景には、当時、正教会世界にあって長時間立ったままで祈祷を行っていたのはロシア正教会のみであり、ロシアにやってきた外来の正教徒（特にオスマン帝国領内やポーランドといった異教徒の支配下にある正教徒）が長時間の起立姿勢に堪えられない姿などを目の当りにしていたロシア正教徒からすれば、「自らこそが正統の祈りを護っている」という意識が生まれても仕方なかったという事情もあった。
アヴァクームらの一派はその後、数々の分派を生みつつ「古儀式派」として存続していくことに成る。弾圧の程度に時期による濃淡はあったものの、ロシア帝国政府は基本的にこれを長い間認めなかったので、彼等はシベリアなどの辺境に逃れていくこととなった。
改革がこうした大規模な波乱を呼び起こした結果、ニーコン総主教の改革の方針は認められたものの、全国的に生じた混乱をツァーリ・アレクセイから指弾されたニーコン総主教は1666年に追放された。元々教権が俗権に優越することを主張して譲らなかったニーコン総主教とアレクセイ皇帝は、その基本的な立場からしてすでに差異が大きくなってきており、改革の是非云々は追放の口実に過ぎなかったという側面も指摘される。
正教会世界同士の交流が深まる中、明らかになってきた奉神礼や祈祷書の差異の是正は確かに必要不可欠であったのであり、ニーコン総主教による改革は不可避であったともいわれる。この時代に、ロシア正教会が現代に至るまで保持する奉神礼の骨格が出来上がっており、ロシア以外の正教会との差異は縮まった。だがニーコン総主教は性急に過ぎ、また暴力的に過ぎた。不可避とはいえ改革を強引に進めた結果生み出されたもの、それは大規模な分派である古儀式派であり、加えてツァーリによる総主教追放を招来したことによる、ロマノフ朝によるロシア正教会に対する統制の完成であった。
ただし、古儀式派の主導者であった長司祭アヴァクームは、ニーコン総主教が追放された後、1682年に火刑に処されており、この「改革」がニーコン一人の手によってなされたわけではないことには注意が必要である。

### 18世紀前半：ピョートル大帝による教会統制策

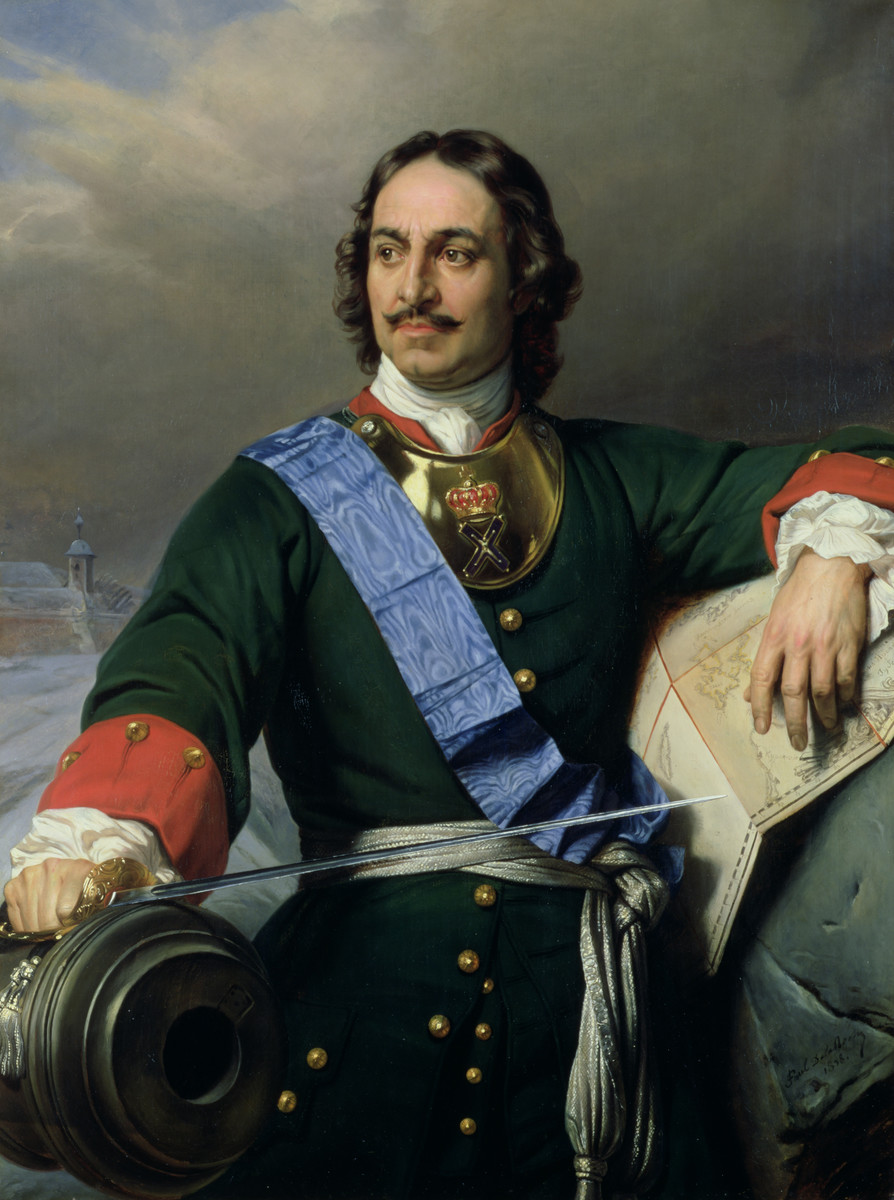
ピョートル大帝

ピョートル1世（在位1682年 - 1725年）以降、ロマノフ朝の皇帝はロシア正教会を国教として保護する一方でさらに厳重な統制下に置くようになる。ピョートル1世は西欧への窓口および首都として1703年にサンクトペテルブルクを建設したことにもみられるようにロシアの西欧化を目指していたが、それは教会も例外ではなかった。
1701年、ピョートル1世は修道院省を設置して教会領を統括。不穏な空気が流れることを察したツァーリは修道士の執筆を禁止した。同年、教区聖職者に対して新たな義務を課した。教区の警護と消防、刑務所の見張り、助産婦の監視（捨て子の防止のため）等であった。1708年には痛悔（告解）の内容に反国家的な言動があった場合、司祭は国家に報告するよう秘密の勅令で義務付けられた。違反した司祭には罰金が科せられた。また、多くの修道院領が国庫に没収された。
総主教庁にも例外なくツァーリの改革の手が及んだ。1700年のアドリアン総主教の永眠後には後任の総主教を選出することを許されなかった。1721年にはモスクワ総主教庁は正式に廃止され、英国国教会とドイツのプロテスタント教会の制度に倣い、皇帝権力のコントロールの下に置かれた聖務会院が設置された。その総裁には俗人が任命された。総裁制度は1726年から1741年まで一時的に中断したものの、エリザヴェータ女帝が復活させ、以降1917年の総主教制の復活まで、ロシア正教会は総主教座が空位のままとなり、時には軍人・無神論者が就任する総裁の管轄下に置かれることとなった。
こうした痛悔機密の世俗国家に対する通報義務、および聖務会院制度は、正教会の教会法に違反するものであった。
1721年にはウクライナ人でキエフ出身のF．プロコポーヴィチが作成した草案に基づいて『宗務規定』が定められ、ツァーリの首長権の確認・教会に対する国家の官吏に近い役割の義務付け・修道士の統制・古儀式派への抑圧などが規定された。
また、ピョートル1世は好んでウクライナ人を登用した。1700年から1762年までの間の127人の高位聖職者のうち70人がウクライナ人かベラルーシ人で、ロシア人は47人に過ぎず、あとはギリシャ人、ルーマニア人、セルビア人などであった。ウクライナの影響が強まることは必然的に、カトリックの影響の強いキエフ・モギラ・アカデミーにみられるような同地からの西欧的な影響が強まることに帰結し、ロシア正教会の西欧化・ラテン語偏重が著しく進んだとされる。
なおこの時代、古儀式派からはピョートル1世は「アンチキリスト」と忌み嫌われ、ツァーリによる弾圧と終末論的認識の広まりとが相俟って古儀式派の集団焼身自殺が多発した。一説には17世紀末までの焼身自殺者数は9千人、以後の歴史も含めれば総数2万人にも及ぶという。
世俗権力による総主教制の廃止と教会の統制、および司祭に反国家的言動についての通報の義務付けが行われたことは、著しく正教会の教会法に反するものであり、正教会の伝統を捻じ曲げたとされる西欧化と合わせ、後代の正教会からこの時代のロマノフ朝の施策は激しく論難されるものとなっている。ピョートル1世についての評価は正教会からは著しく低い。
また、ピョートル1世により教会行政の整備は成ったが、ピョートルが在任中に出した勅令・宣言・協定・規約・指令・認可状等の数は実に約3000にも及んだ。こうした朝令暮改は、国民国家の遵法精神・法治の精神が育つことを妨げるものであったともされる。したがってこうした教会機構の整備とそれに関する法令の数々は教会法違反であるにとどまらず、教会の安定にすら繋がらないものであった。
この時代、精神的救済を求める人々は、各地の長老達に教えを請うようになっていった。

### 18世紀後半から19世紀初頭

#### エカチェリーナ2世による宗教政策と古儀式派

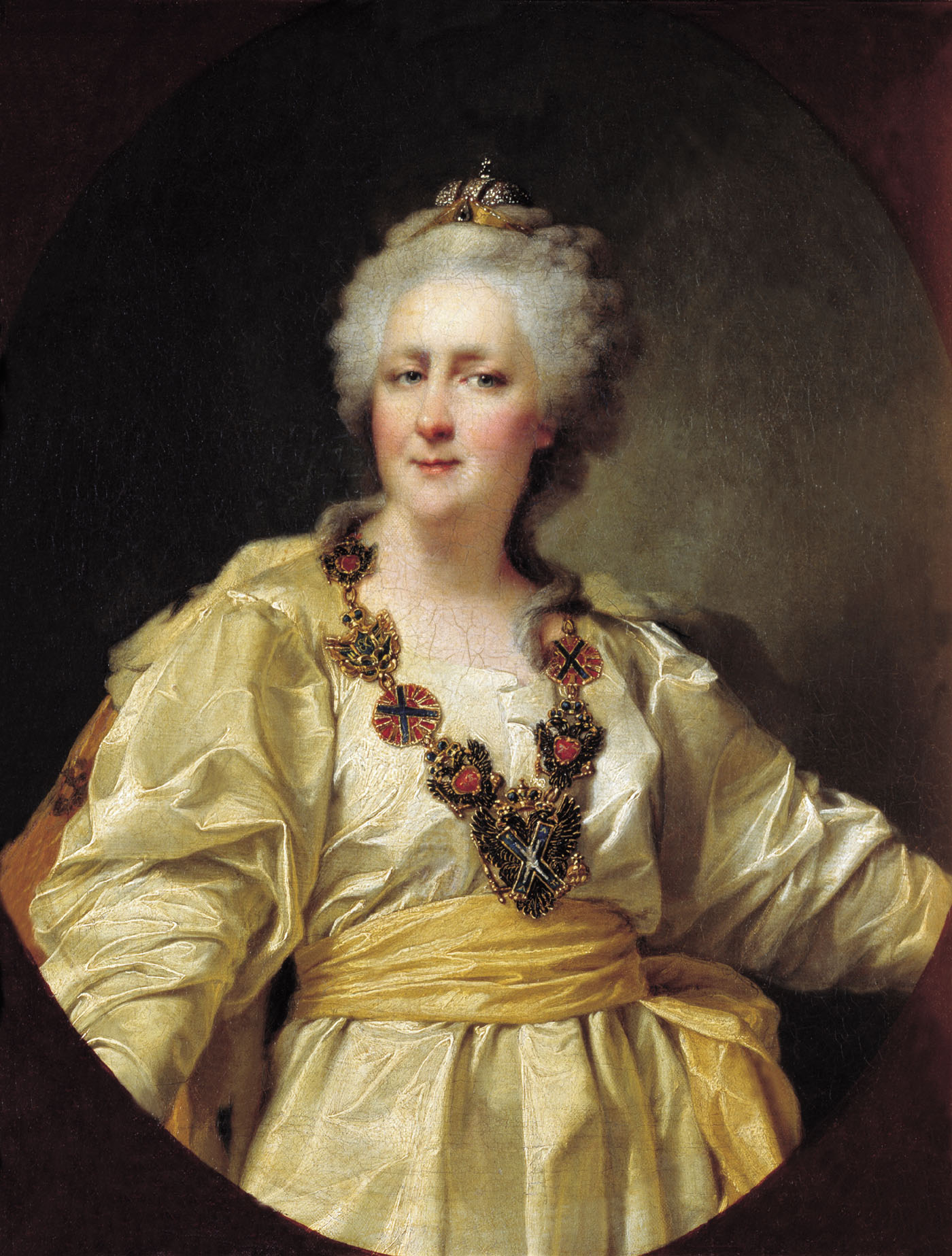
エカチェリーナ2世
(1794年の肖像)

ピョートル1世以降の18世紀中頃は、古儀式派と、拡大したロシア帝国におけるイスラームに対する施策が大変厳しい時代であったが、プガチョフの乱以降、エカチェリーナ2世（在位1762年 - 1796年）は少数民族に対する施策を緩和し、モスクとイスラームの学校設立を認めた。
古儀式派に対する施策も緩和された。すでにピョートル3世によって方針転換が図られていたが、エカチェリーナ2世はこれを踏襲。グリゴリー・ポチョムキンは特に古儀式派に好意的であった。1769年には古儀式派信徒が裁判で証人を立てることを認め、1782年に2倍の人頭税を廃止、公文書において「分離派」（ラスコーリニク）ではなく「古儀式派」（スタロオヴリャーヂェツ）を使うことに決めたのもこの時である。1785年には諸々の市民権が与えられ、痛悔の自由も認めた。
一方、ルター派のピョートル3世を嫌ったロシア正教会がエカチェリーナ2世のクーデターと即位に支持を与えたものの、女帝はロシア正教会に対しピョートル1世以来の政策を踏襲し、教会に対する統制と西欧化といった基本方針には変更が加えられなかった。このため、ピョートル1世ほどではないにせよ、エカチェリーナ2世に対する現代の正教会からの評価はあまり高くない。
古儀式派は産業面において特に活躍していくこととなった。1771年末から翌年にかけてモスクワで流行したペスト禍に際しても古儀式派は慈善活動に熱心に取り組み、古儀式派の共同体はこの時代に大きく発展した。18世紀の女帝達は首都サンクトペテルブルクに工場を置くことを嫌い、産業省はモスクワに置かれモスクワは産業の中心であり続けたが、19世紀のモスクワでは古儀式派の経済活動が活発であった。

#### 聖歌
この時代に正教会の聖歌に、無伴奏声楽という原則は揺るがなかったものの、イタリア的なポリフォニーを主とした西欧的な要素が取り入れられていく。すでにその萌芽は17世紀のウクライナに顕れていたが、ウクライナをロシア帝国が勢力下に置いていく過程でその文化的影響をロシア正教会は受けることになった。アルテミイ・ヴェーデリ、ステパン・デグチャリョフといった作曲家が18世紀後半の代表的聖歌作曲家である。

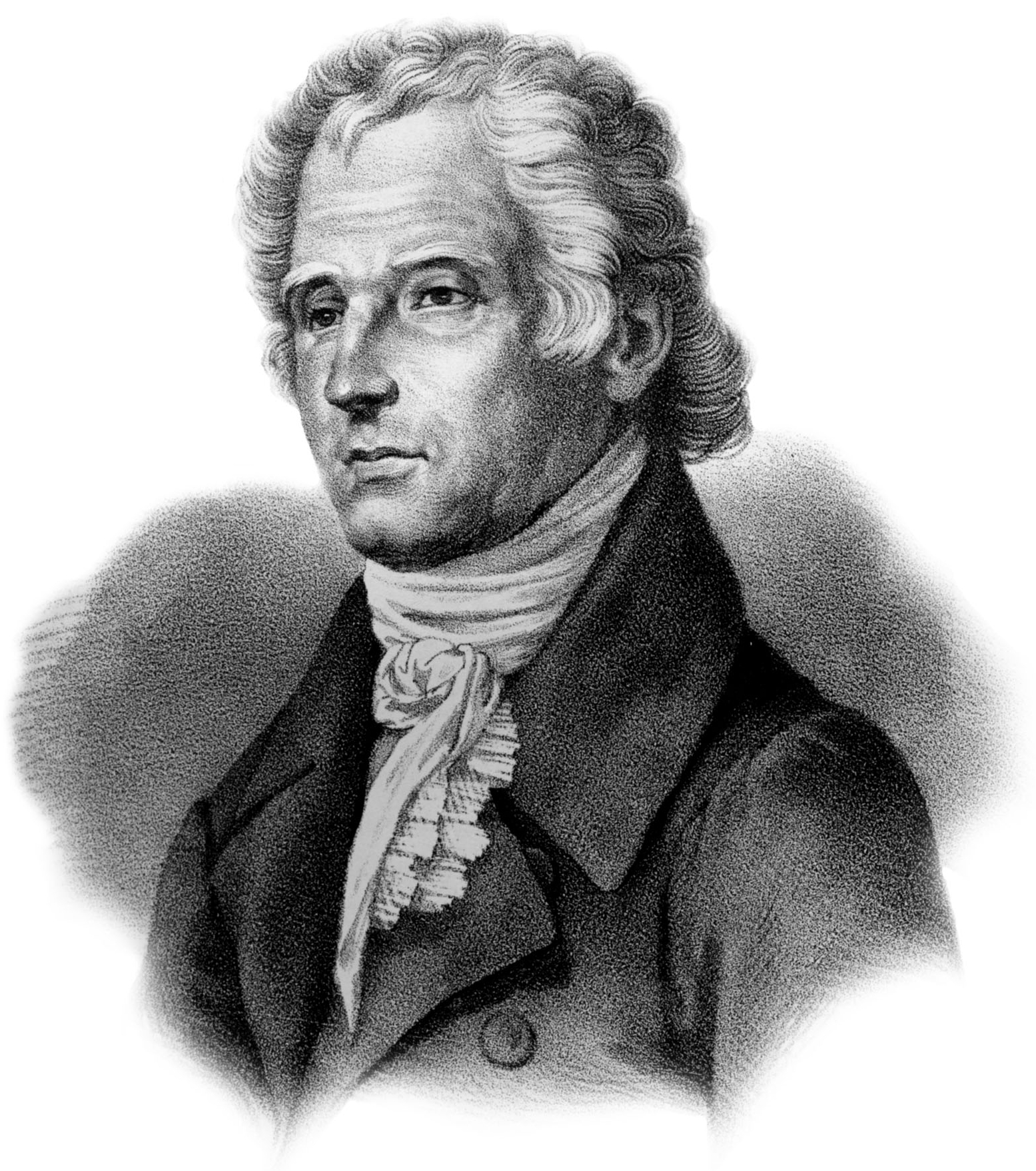
ドミトリー・ボルトニャンスキー

18世紀末から19世紀初頭にかけ、聖歌のみならず世俗曲でも活躍したことで最も有名な作曲家であるドミトリー・ボルトニャンスキー（1751年 - 1825年）を、「正教会聖歌のイタリア化を完成させ、伝統的正教会聖歌を損なった人物」と看做すか、「正教会聖歌のイタリア化を一定のレベルに留めた、ロシア音楽・ロシア正教会聖歌の原点」と看做すかは、論者によって議論が分かれている。アントニン・プレオブラジェンスキーは、1924年の著書『ロシアの礼拝音楽』（ロシア語: Культовая музыка в России）において、「ボルトニャンスキーは最後のイタリア人である」とし、真のロシア音楽の復活を試みた者たちの先駆者であるとした。1920年代にボルトニャンスキーの評価が「イタリアかぶれ」から根本的に転換している。
ボルトニャンスキーの合唱聖歌コンチェルトを、1840年代の訪露中に聴いたエクトル・ベルリオーズは、「稀に見る名技、ニュアンスの絶妙な組み合わせ、ハーモニーの響き良さ、そして全く驚くべきことだが奔放な声部配置であり、最後に挙げた特徴は、ボルトニャンスキーの同時代人、とりわけ彼が師としたとされるイタリア人が……遵守していた全規則の見事な無視である」と高く評価している。
また、ボルトニャンスキーは中世聖歌を近代の楽譜に転記することにも取り組んでいた。
ボルトニャンスキーは50曲におよぶ合唱聖歌コンチェルトを作曲した。複数名の各パートのソロと、合唱とがハーモニーをなす形式である。これらのコンチェルトには日本語訳も存在しており（正教会の聖歌「我が霊よ　爾何ぞ悶え泣き叫ぶや」 - MP3ファイルのあるページ）、水の輪混声合唱団が毎年の定期演奏会で必ず取り上げている。

### 19世紀

#### 問題の拡大と改革の模索・聖人の輩出
アレクサンドル1世（在位：1809年 - 1825年）は神秘主義に傾倒していたが、モラヴィア兄弟団やドイツ神秘主義と接触しクエーカーをロシアに招待したことにもみられるように、彼の神秘主義は西方を志向していて正教会とはほとんど接点がなかったと考えられている。皇帝の正教会に対する無関心は、19世紀におけるロシア正教会の問題の拡大と解決の遅延を結果的にもたらすこととなった。

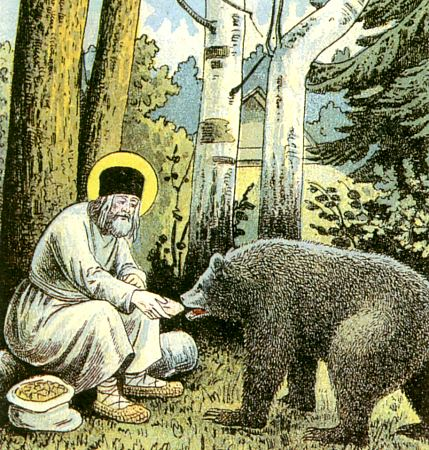
熊に食べ物を与えるサロフの聖セラフィム。聖セラフィムが行った森林での修行は、18世紀末から19世紀にかけて、ロシアにおける荒野修道院の伝統的精神を復興するものの代表例であった。

19世紀はロシア正教会の問題が膨れ上がっていった時代であった。教会法は前近代的なものであった上に教会司法は未整備のまま、高位聖職者の風紀紊乱は最悪のレベルに達しており、他方、教会を支える底辺に位置する司祭達の貧困は悲惨を極めて社会問題化していった。19世紀中ごろには、もはや教会の改革の必要性は誰の目にも明らかなものとなっていたが、I.S.ベーリュスチンは著書『19世紀のロシア農民司祭の生活』（訳：白石治朗）においてそうした情況を詳細に告発した。大改革を進めていたアレクサンドル2世（在位1855年 - 1881年）と、開明的であるとされていた聖務会院総裁A.P.トルストイは本書に共感を示して問題意識を共有したといわれるが、そのことによる皇帝によるベーリュスチンに対する保護命令が無ければ、そのあまりに赤裸々な内容を問題視した聖務会院によって、ベーリュスチン神父はソロヴェツキー修道院に追放されるところであった。元々極寒の地において豊かでなかったロシア帝国はあまりにも深刻な貧困というハンディを抱え、改革は遅々として進まなかった。
このような悲惨な時代にあって、ロシア正教会には精神的な救済を求める人々が絶えなかった。サロフの聖セラフィム、クロンシュタットの聖イオアン、アラスカの聖インノケンティ、日本の亜使徒聖ニコライ（ニコライ・カサートキン）といった多くの聖人も輩出されている。前述の開明的な聖務会院総裁A.P.トルストイは、ニコライ・カサートキンの日本での伝道活動に対してさまざまな援助を行っている。
19世紀半ばはさまざまなロシア正教会の矛盾が顕在化した時代であったが、同時にそれに対する問題意識もまた広く共有され、精神的復興と教会の改革が模索されていく時代でもあった。これらの模索と試みはアレクサンドル2世の暗殺などによってほとんど中途に終わったが、豊かに聖人・文化が生み出される時代精神を表すものでもあった。

#### 教会文化：聖歌・イコン・絵画（19世紀～20世紀初頭）

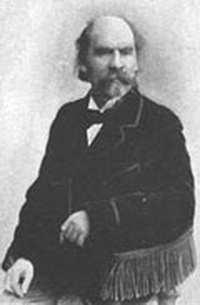
アレクサンドル・アルハンゲルスキー。はじめて正教会の公式な聖歌隊に混声合唱を導入し、混声合唱団の指導に当たり、多くの聖歌作曲を行った。

19世紀も後半に入ると、教会文化が豊かに花開いた。
聖歌の面ではロシア・正教会の伝統を復興しようとした人々によって新たな地平が切り開かれた。初めてロシア聖歌に混声合唱を取り入れ、古典聖歌の研究も行っていたアレクサンドル・アルハンゲルスキーといった聖歌作曲家のほか、世俗の作曲家にもニコライ・リムスキー＝コルサコフをはじめとして伝統的聖歌の復興を模索する人々が現れた。この時代、多くの作曲家が正教会の聖歌を作曲している（Category:正教会聖歌作曲家を参照）。19世紀末から20世紀初頭にかけてはパーヴェル・チェスノコフが活躍。チェスノコフは多作な聖歌作曲家であり、特に重低音を活かした聖歌を得意とした。
19世紀ロシア聖歌の伝統復興の模索はまだ不十分であり、西欧的聖歌からは脱却していないとする見解も存在するが、イタリア音楽のほとんどコピーであった18世紀の聖歌と違い、この時代の聖歌には現代でも正教会の伝統に則ったスタンダードとして歌われるものも多い。
イコンについてもイタリア・ルネッサンスの影響を脱してビザンチンの伝統が見直される運動が始められた。他方、世俗絵画の領域では西欧的な手法を用いつつも題材を正教会に則った作品の数々が生み出されていった。宗教的象徴主義の代表的指導者といわれるミハイル・ネステロフ、ワシーリー・スリコフ、ヴィクトル・ヴァスネツォフなどが有名であるが、彼らは世俗絵画の他に大聖堂のフレスコ画も手がけた。
アレクサンドル・アルハンゲルスキーとヴィクトル・ヴァスネツォフの父は正教会の司祭であり、同時代のI.S.ベーリュスチン神父が告発したような「無教養で堕落したロシアの司祭」というようなイメージとは異なる人々がそうした階層からも生み出されていたことが窺える。
19世紀のロシア正教会の教会文化は、その時期に伝道された日本ハリストス正教会に今日に至るまで多大な影響を及ぼしている。ボルトニャンスキー、アルハンゲルスキーの聖歌は今もなお日本正教会で広く歌われている。この転換期に留学したイリナ山下りんが「イタリヤ画」を好み、ビザンチンイコンを「おばけ絵」として嫌っていたという逸話も、両方の様式が混在していた時代背景があればこそであった。
これらの19世紀のロシア正教会文化については、その西欧化と伝統継承の度合い、及びその是非を巡り、多様な温度差を伴う賛否両論がある。
以下の絵画はイコンではないが、正教に題材をとる世俗絵画である。

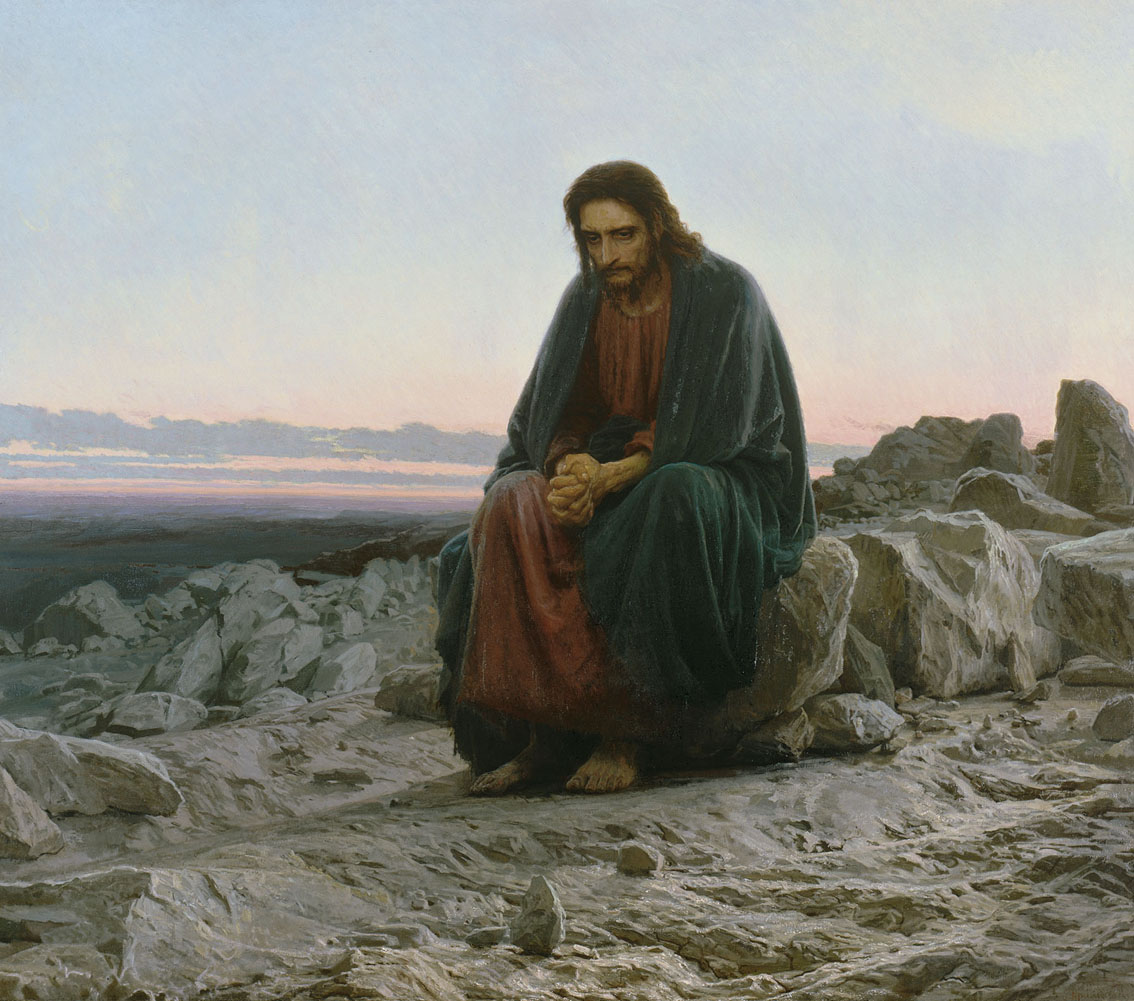
『曠野のイイスス・ハリストス』（イワン・クラムスコイ）
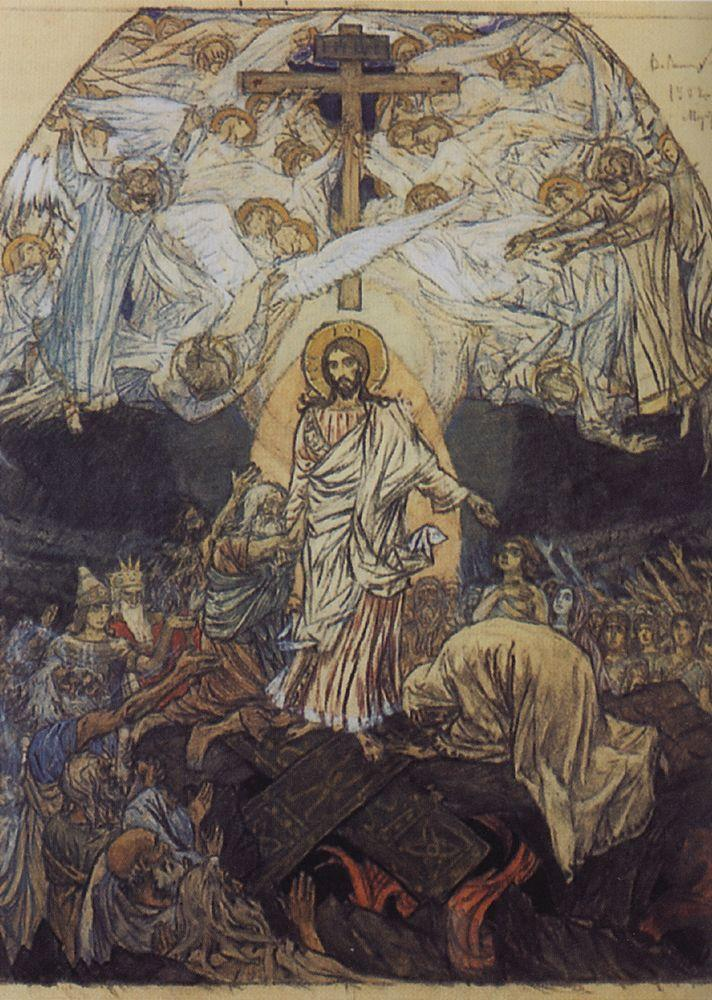
『復活』（ハリストスの地獄降り）（ヴィクトル・ヴァスネツォフ）
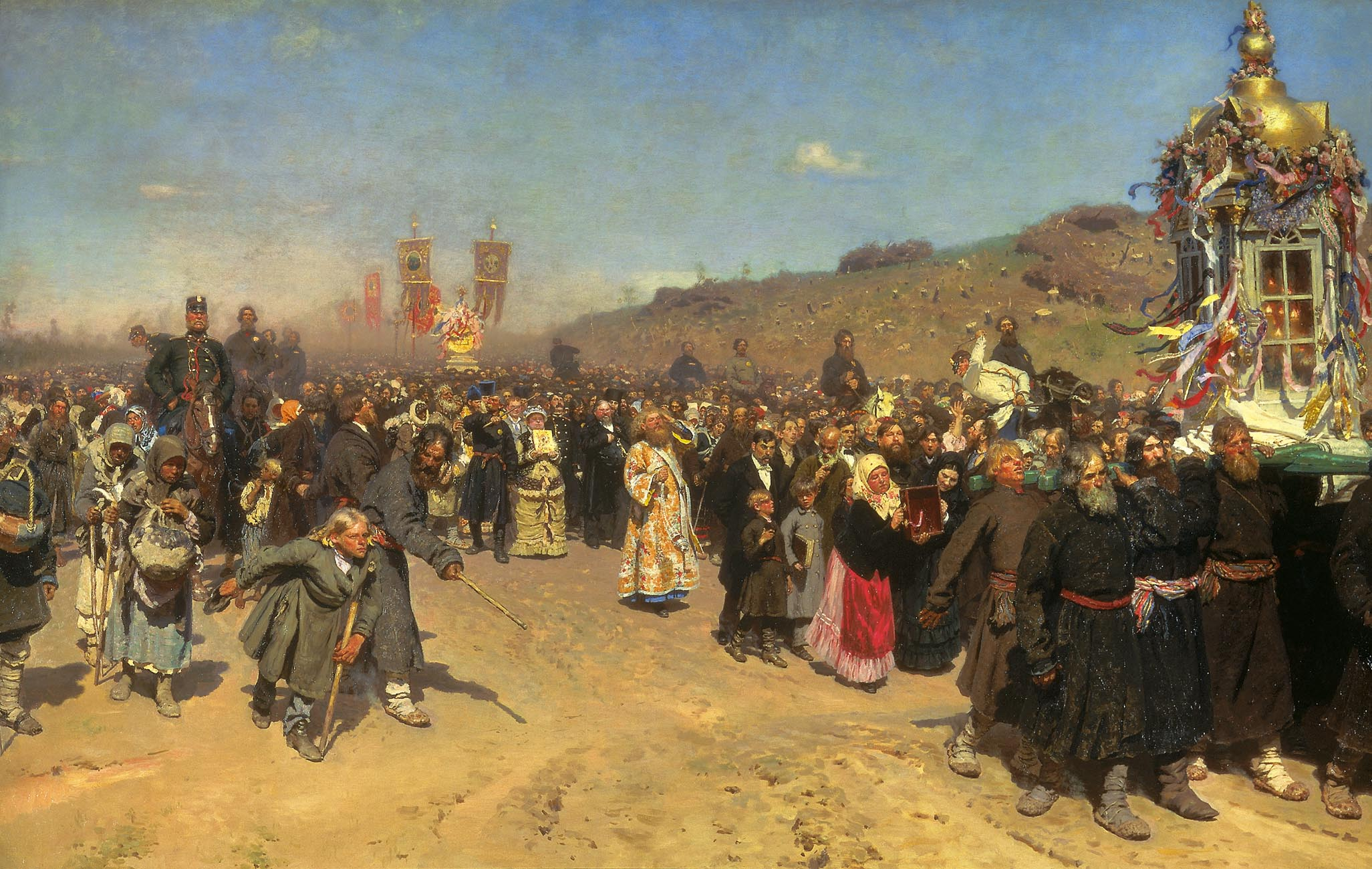
『クルスク県の復活大祭の十字行』（イリヤ・レーピン）
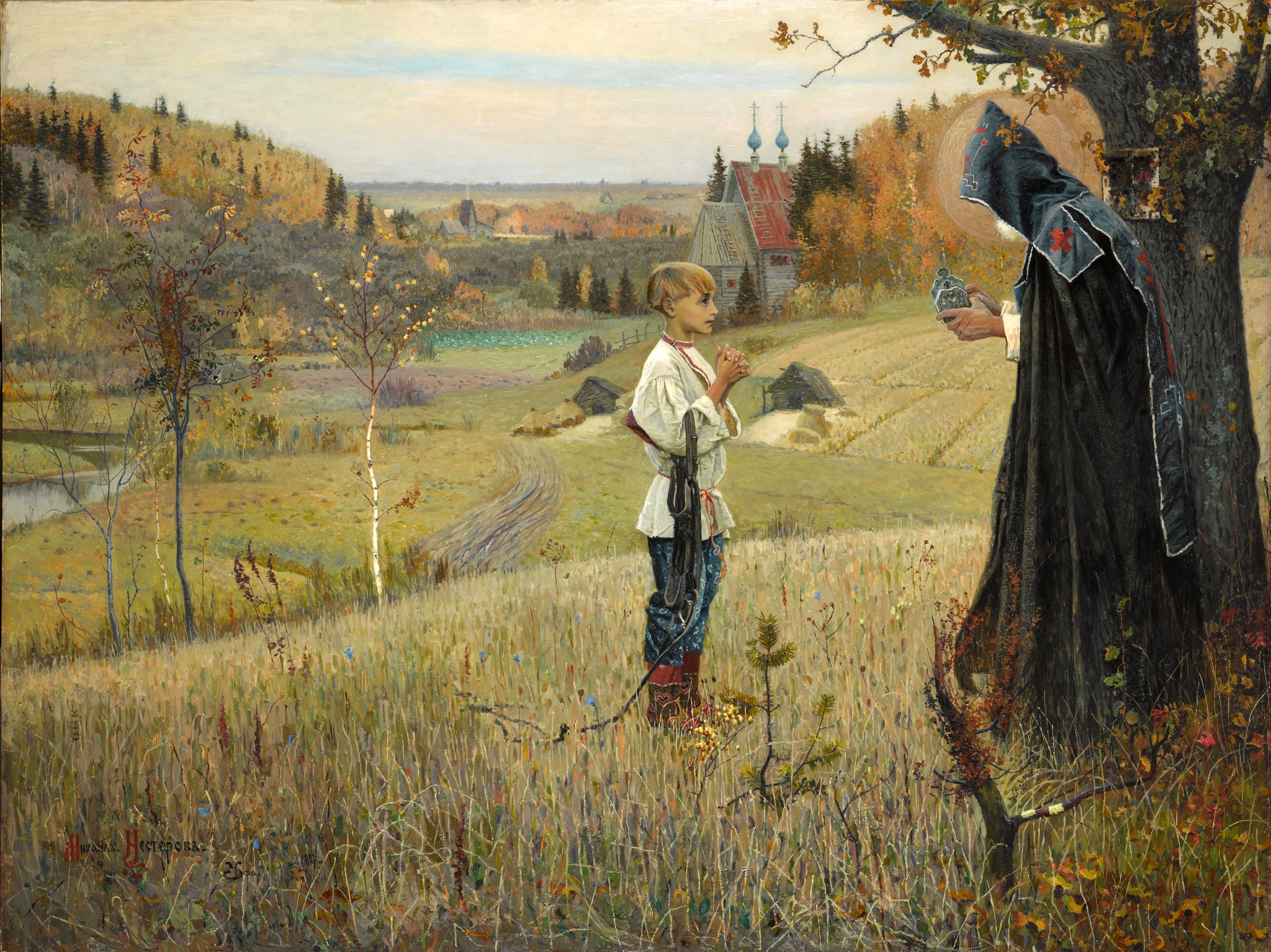
『若きヴァルフォロメイの聖なる光景』（ミハイル・ネステロフ）

### ロマノフ朝による対外的宣教
対外的には、ロシア正教会はロシア領の拡大とともにその宣教範囲を拡大し、シベリア、アラスカ、さらにはロシア国外の日本などへ宣教師を送り、教会を建てた。19世紀のロシア正教会の伝道の当事者達は、「在外ロシア人のためのロシア正教会」ではなく、あくまで「現地人の正教会」を建てることを目指していた。このことが、現地に派遣された神品による、現地語による祈祷書・聖書の翻訳を活発化させた。アラスカの聖インノケンティによってアレウト語への翻訳がなされ、日本の亜使徒聖ニコライによって日本語への翻訳がなされた。

## 20世紀初頭：改革への志向と革命による頓挫
19世紀の間に明らかになった教会の諸問題を解決するための改革を求める声は、聖職者・神学生・信徒等の間から広範に起こっていた。改革を求めていたのは信徒や下位聖職者のみではなく高位聖職者も同様であり、皇帝に謁見可能ではあるが聖務会院総裁の許可なしに皇帝に要望を伝えることを許されなかった高位の主教達は、皇帝に贈るイコンに教会側の要望を伝える手紙を添付するなどしていた。
この時代において、ピョートル大帝によって廃止されて久しかったモスクワ総主教座の復活（これは国家機関たる聖務会院による教会に対する硬直的な統制の抜本的見直しと、教会法上の正常化を意味する）、極貧にあえぐ農村司祭（殆どが妻帯司祭）の生活の向上、上層部指導者達の腐敗の一掃などといった組織上の問題の他、教会の精神面の復興が改革の課題とされ、対処の方策には様々な見解の差異があったものの、問題意識は広く共有された。
これらの声は公会議の開催要求に結びついていった。当初は公会議開催に難色を示していた聖務会院であったが、聖務会院総裁に改革に否定的なコンスタンチン・ポベドノスツェフに代わってオブレンスキー公が就任するとともに、10人の府主教、21人の神学大学の教授が集まり、公会議実現に向けて準備が進められていた。しかしながら公会議開催の準備の時期に前後して第一次世界大戦が勃発し、ニコライ2世が戦争にかかりきりになるとともに、公会議開催は遅れた。

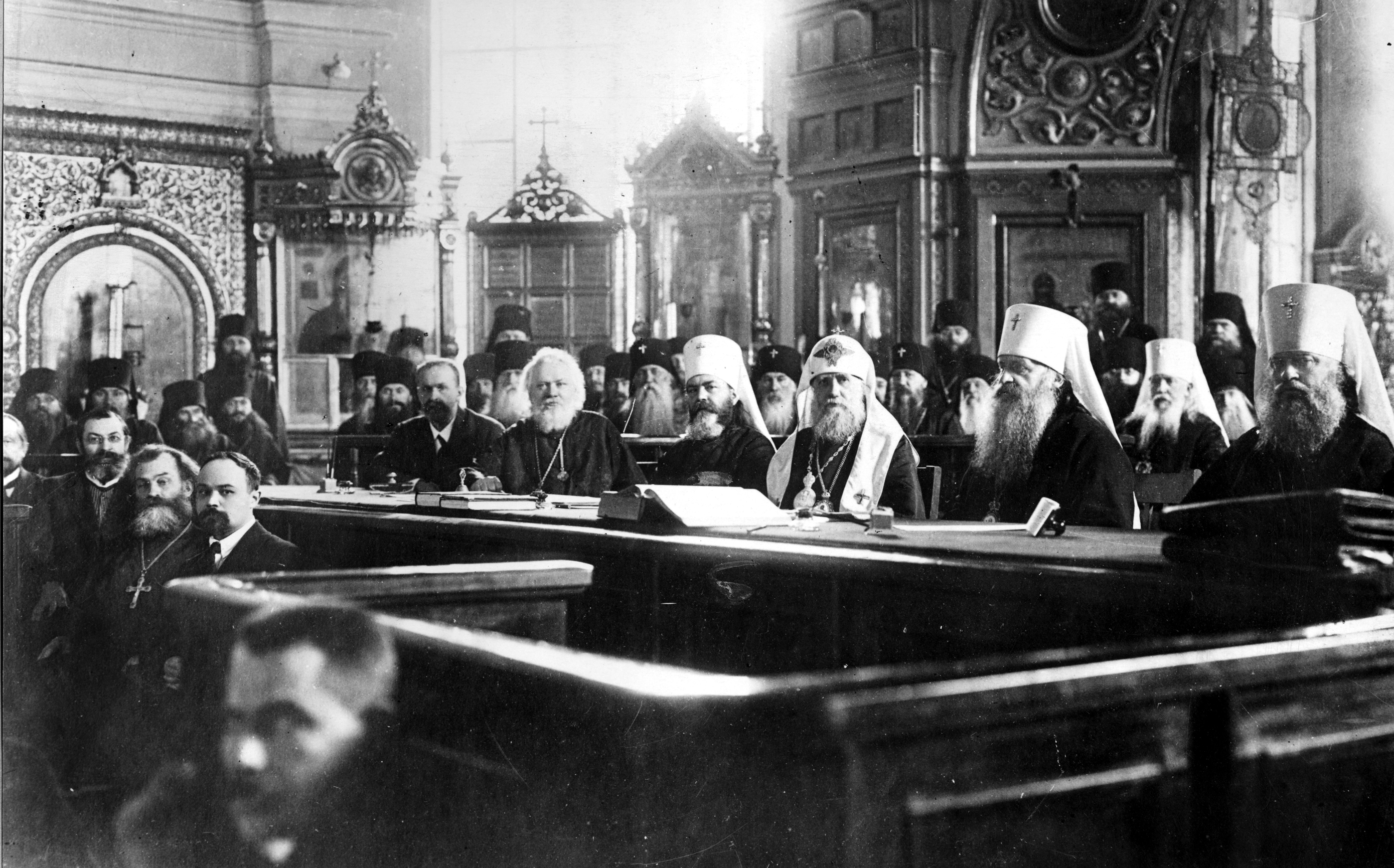
聖ティーホンがモスクワ総主教に着座した直後の時期の、ロシア正教会の最高幹部達。クーコリを着用しているのが聖ティーホン（前列右から3人目、他の白いクロブークを被っているのは府主教達、1917年撮影）

公会議開催が実現したのは帝政が終焉を迎えた1917年である。公会議により、モスクワ総主教座が2月革命後の1917年6月に復興した。ただし改革を志向する公会議開催は帝政下で長期間にわたり準備されていたものであり、革命によって帝政が崩壊したことが公会議開催に結びついたわけではない。ロシア正教会における前例のない規模での公会議開催は出席者の範囲設定とその確保、議事進行のあり方、教会伝統の検討など、様々な面で膨大かつ綿密な準備を必要としたものであり、帝政が崩壊した直後に一朝一夕に実現可能なものではなかったからである。
公会議では総主教制の復活が決議されたほか、女性輔祭制度の復活なども真剣に討議された。しかしながら革命と内戦による社会的混乱と、その後の革命政府による教会に対する弾圧により、公会議などによる改革への動きはモスクワ総主教座の復活を除き殆ど頓挫した。
2月革命後に成立したロシア臨時政府は、聖務会院と同様の教会に対する統制を引き継ぐことを企図したが、その後短期間で臨時政府が崩壊し、無神論を掲げるボリシェヴィキが実権を握る。これはロシア正教会に対する大弾圧の始まりとなった。教会は改革どころではなくなり、何よりもまず生き残りを目指すことを余儀なくされた。

## ソ連：無神論政権による弾圧の時代

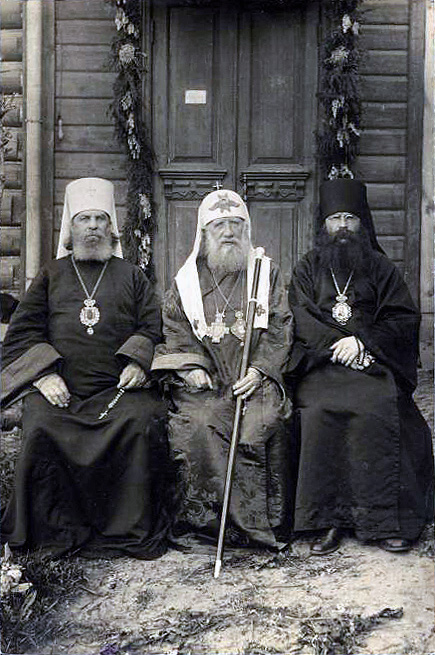
左：ペトル・クルティツキイ府主教（1937年銃殺）、中央：ティーホン総主教（1925年病没）、右：フェオドル・ポズデエフスキイ大主教（1937年銃殺）。1924年撮影。3人とも新致命者として列聖されている。

ロマノフ朝により庇護と統制の両方を受けつつ存続してきたロシア正教会は、20世紀初頭にも文化面での繁栄を19世紀に引き続いて継続する一方、先述の通り改革への志向を強めて教会の諸問題に対処しようとしていたが、20世紀前半に起きたロシア革命によって大きな打撃を蒙り、改革も頓挫することとなった。ロシア正教会側の対応は、ロシアに残って白軍に協力して共産主義勢力に抵抗する者や、ロシアに残って共産主義勢力に一定程度妥協する者、亡命する者、地下活動に移る者などに分かれたが、やがて共産主義に抵抗する者の多くは白軍とともに殲滅され、殺害されるか国外に亡命するかカタコンベ系諸正教会として地下で活動するかのいずれかに至った。

### 共産主義政権による弾圧の概要

レーニン統治時代の教会財産の接収。 Ivan Vladimirov作。

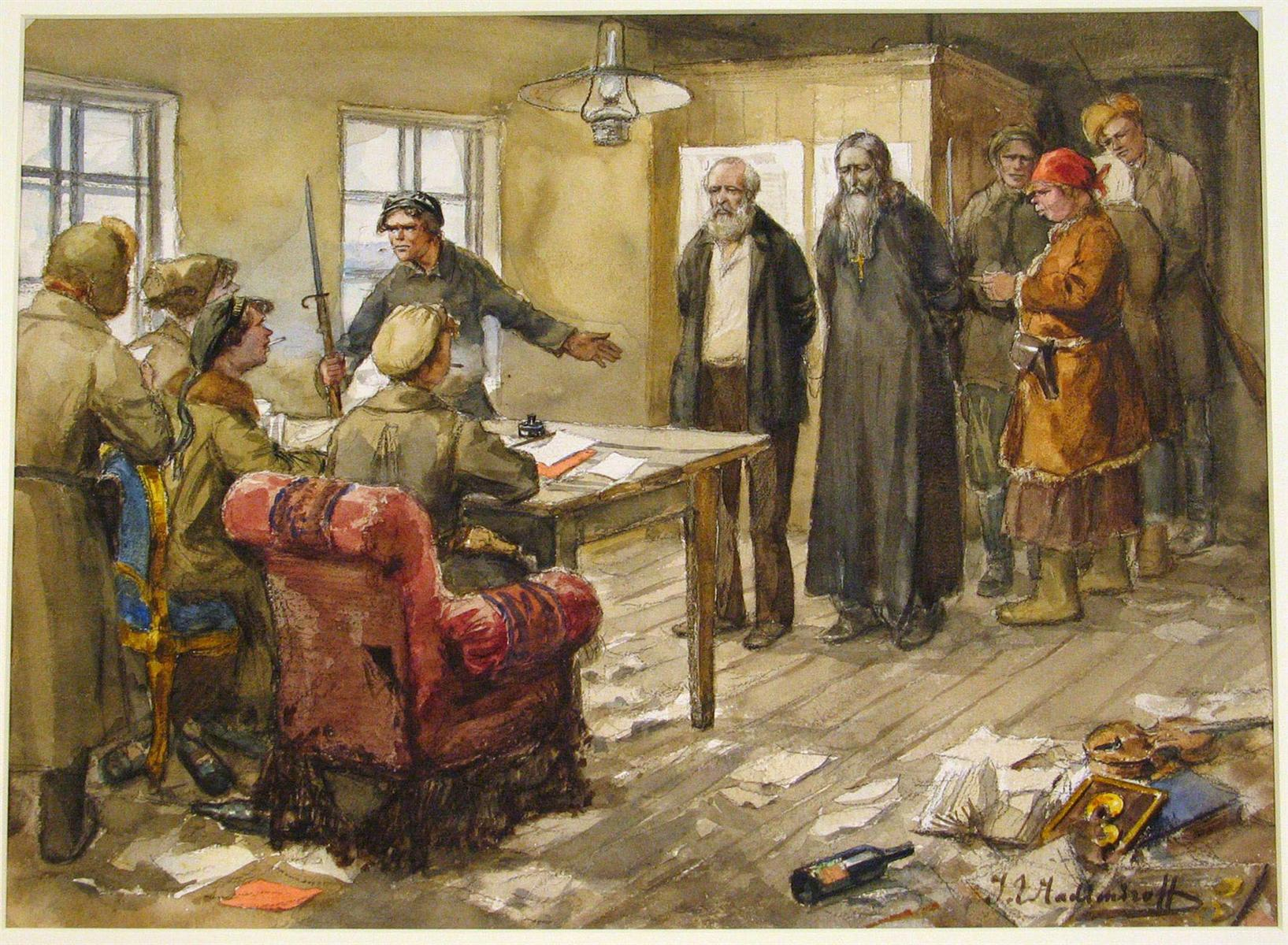
レーニン統治時代の、革命派による裁判で死刑を宣告される聖職者と地主。 Ivan Vladimirov作。

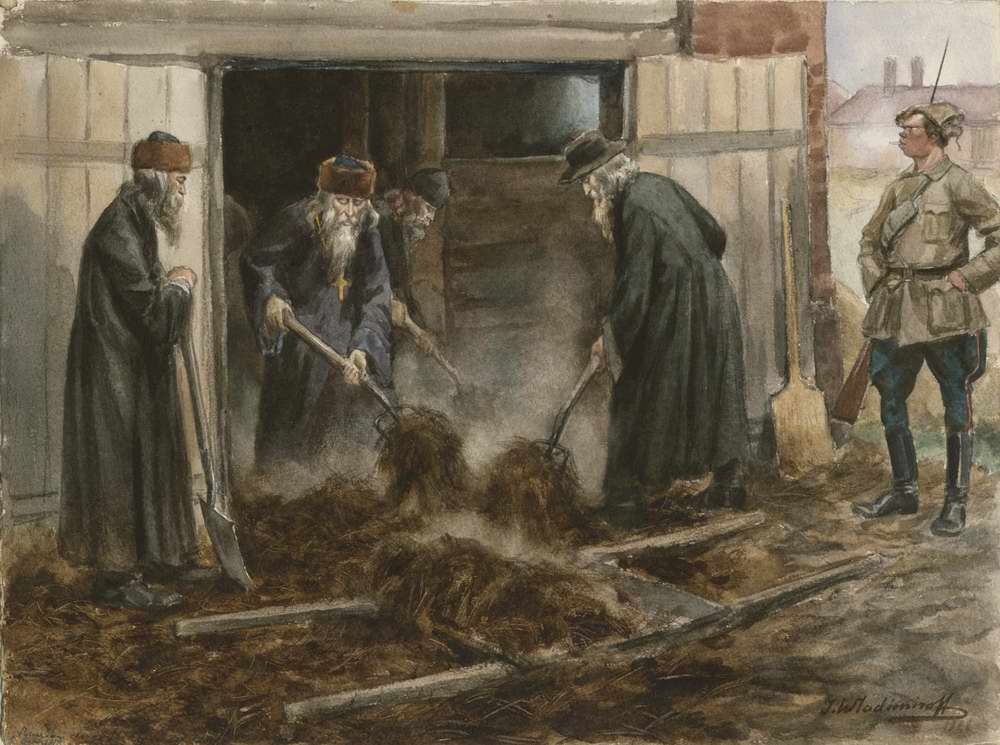
レーニン統治時代に強制労働に従事する聖職者。 Ivan Vladimirov作。

1917年のロシア革命によって無神論を奉じるソヴィエト政権が成立すると、多数の聖堂や修道院が閉鎖され、財産が没収された。後に世界遺産となるソロヴェツキー諸島の修道院群は強制収容所に転用された。
聖職者や信者が外国のスパイなどの嫌疑で逮捕され、また多数の者が処刑され致命した。日本正教会の京都主教を務めていたことのあるペルミの聖アンドロニクは、生き埋めにされた上で銃殺されるという特異な致命を遂げたことで知られている。
レーニン統治時代の1921年から1923年にかけてだけで、主教28人、妻帯司祭2691人、修道士1962人、修道女3447人、その他信徒多数が処刑されたが、1918年から1930年にかけてみれば、およそ4万2千人の聖職者が殺され、1930年代にも3万から3万5千の司祭が銃殺もしくは投獄された。1937年と1938年には52人の主教のうち40人が銃殺された。
当初は無神論を標榜するボリシェヴィキに対して強硬な反発を示していたモスクワ総主教ティーホン（チーホン）は、想像以上に苛烈な弾圧が教会に対して行われていく情勢に対して現実的姿勢に転換し、ソヴィエト政権をロシアの正当な政府と認め一定の協力を行ったが、教会の活動はなお著しく制限された。政府の迫害を恐れ、多数の亡命者も出た。1927年のセルギー府主教によるソ連政権への「忠誠宣言」は反発を招き、カタコンベ系諸正教会が形成された。彼らは主流派正教会からは古儀式派と同じく分離派と蔑称された。カタコンベ系諸正教会の側はセルギー府主教の「忠誠宣言」を受け入れる主流派ロシア正教会を「セルギー派」と呼び非難した。この分裂は現在も継続している。
教会は文化面でも多大な弾圧を被った。当時最も活躍しており多作な聖歌作曲家の一人であったパーヴェル・チェスノコフも革命以降は聖歌作曲を禁じられ、同様に全ての音楽家が聖歌に関わることを禁止もしくは制限された。革命後、ソ連時代を通じてペレストロイカより前に聖歌の録音が許されたのは、セルゲイ・ラフマニノフの作品『徹夜祷』を世俗合唱団が録音した一回のみである。

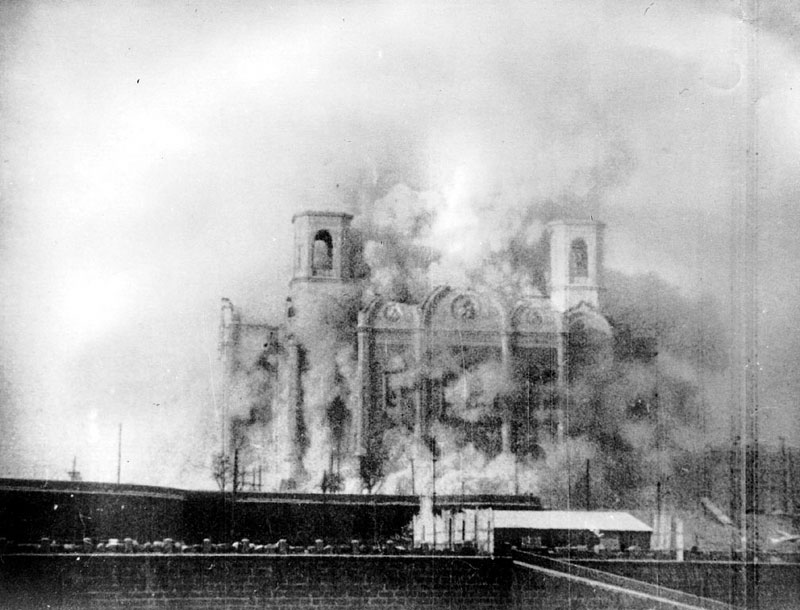
爆破され崩れゆく、救世主ハリストス大聖堂

1931年にはスターリンの命令によって救世主ハリストス大聖堂がダイナマイト爆破された。他にもクロンシュタットのイオアンが奉職していた聖アンドレイ大聖堂や、カザン・クレムリン（世界遺産）の生神女福音聖堂（ブラゴヴェシェンスキー聖堂・破壊は1930年）も破壊されている。

### 弾圧の度合いの濃淡
ソ連時代を通じてロシア正教会は過酷な弾圧の下にあったが、その度合いは一様ではなかった。先述したように腐敗していたロシア正教会につき、当初ボリシェヴィキ・ソ連政府は弾圧を加えればあっさり瓦解し消滅すると考えていたのだが、多数の致命者を出してもなお正教会の信仰が消滅しないことにみられた強固な信仰の存在という現実を目の当りにして、一定程度の宥和策をとる方向へ方針転換する必要が認められたからであった。ただし宥和策といってもあくまで相対的なものであって、教会が抑圧の対象であることには変わりなかった。
1943年のナチス・ドイツの侵攻に対してソ連人民の士気を鼓舞する必要に駆られたスターリンは、それまでの物理的破壊を伴った正教会への迫害を方向転換して教会活動の一定の復興を認め、1925年に総主教ティーホンが永眠して以降、空位となっていた総主教の選出を認めた。この時選出されたのがセルギイ・ストラゴロツキー総主教である。それまで禁止されていた教会関連の出版物が極めて限定されたものではあったものの認められ、1918年から閉鎖されていたモスクワ神学アカデミーは再開を許可された。
だがスターリンの死後、フルシチョフが再度、ロシア正教会への統制を強化。緩やかかつ細々とした回復基調にあったロシア正教会は再度打撃を蒙り、教会数は半分以下に減少。以降、ソ連崩壊に至るまでロシア正教会の教勢が回復することはなかった。
このように、ソ連邦時代は確かに統制の程度に濃淡はあったものの、総じてロシア正教会にとっては受難の時代以外の何物でもなかった。神父は聖堂での奉神礼の中で行われるもの以外には説教を禁じられた。埋葬式の際にロシアに伝統的であった、聖歌隊と司祭が信徒達を先導して聖堂から墓地まで聖歌を歌いつつ永眠者の棺を運んで行進するという習慣などは勿論認められず、墓地における埋葬の際には司祭は祭服の着用を聖堂外では許されておらず、墓地において最後の祈りを捧げることも許されなかった。出版物には厳重な検閲が行われた。全ての宗教を弾圧するソ連にあって、計画経済の下で聖書や祈祷書・聖歌譜の印刷などに割り当てられる資材はごく僅かであり、聖職者や神学生達は限られた印刷物を使いまわしたり先人からのお下がりを貰い受けたりするなどして物理的不足をしのいだ。勿論当局に対する批判は許されず、スパイも活用した秘密警察によって一般社会と同様、教会は監視を受け続けた。
他方で、弾圧を緩和して信徒を守るため、ソ連当局に対して一定の協力を行った、あるいは強制された聖職者達がいたのは事実である。これには「やむをえない」面もありそのためにロシア正教会は存続することができたのは確かだが、同時に「当局との癒着」の疑義も生まれてしまうこととなった（事実、癒着していた聖職者もいた）。この疑義は現在に至るまでロシア正教会への不信感の源となっており、ロシア正教会自身にとっても解決の容易でない頭痛の種となっている。
ただし、このような弾圧時代においても一般の正教徒から抵抗が全く無かったわけではなく、ピアニストであるマリヤ・ユーディナのように、半ば公然と体制に対して正教徒としてのアイデンティティを表明し抵抗した者もいた。
弾圧・抑圧は、ペレストロイカ時代に至ってようやく緩和された。ミハイル・ゴルバチョフ書記長が信仰の自由を認める姿勢を打ち出し、1988年4月29日にロシア正教会のピメン総司教ら6人の指導者と会談した。ソ連政府の最高指導者が教会指導者と会談したのは1943年以来のことで、ゴルバチョフは会談で、ソ連が過去に教会と信者に過ちをおかしたことを認めた

### 亡命者達の動向
ヨーロッパや北アメリカに亡命した信徒や聖職者は、すでに移民していたロシア移民が建てた各地のロシア系正教会に拠り、信仰を守った。それによりパリやニューヨークでロシア正教会の神学校が建ち、20世紀における神学研究の1つの中心となった。亡命後、第二次世界大戦時にユダヤ人を救済していたことでゲシュタポに連行されラーフェンスブリュック強制収容所で致命した母マリヤが暮らしていたパリの家が、亡命した正教徒達の知的・神学的議論の中心的存在の一つともなっていたことも、フランス等に亡命した人々により信仰生活・知的活動が守られていたことの一例である。
亡命した著名なロシア人神学者・哲学者の中には、母マリヤの痛悔担当神父でもあったセルゲイ・ブルガーコフ、ニコライ・ベルジャーエフ、ウラジーミル・ロースキイ、パーヴェル・エフドキーモフらがいる。
現地にあった既存の正教会教区に拠る亡命者がいた一方で、新たな教会組織を設立・存続させていくグループも存在した。これを在外ロシア正教会(ROCOR、Russian Orthodox Church Outside Russia）と呼び、1922年にセルビアのスレムスキ・カルロヴツィ(Sremski Karlovci: Сремски Карловци) に集った亡命ロシア人主教達によって設立された。在外ロシア正教会は1927年にソヴィエト政府に対する忠誠の誓約を要求した総主教代理代行セルギイ(・ストラゴロツキー）の総主教位継承を認めず、セルギイの後継者達に対しても長くその正統性を認めなかった。他方、さまざまな事情から亡命先の各地正教会とも若干の摩擦が起こり、その教会法上の立場の不安定性から、長く他の正教会との間に正常な関係が構築されないままとなった。

## 現況 - ソ連崩壊後から現在

### 復興と課題、国家との関係

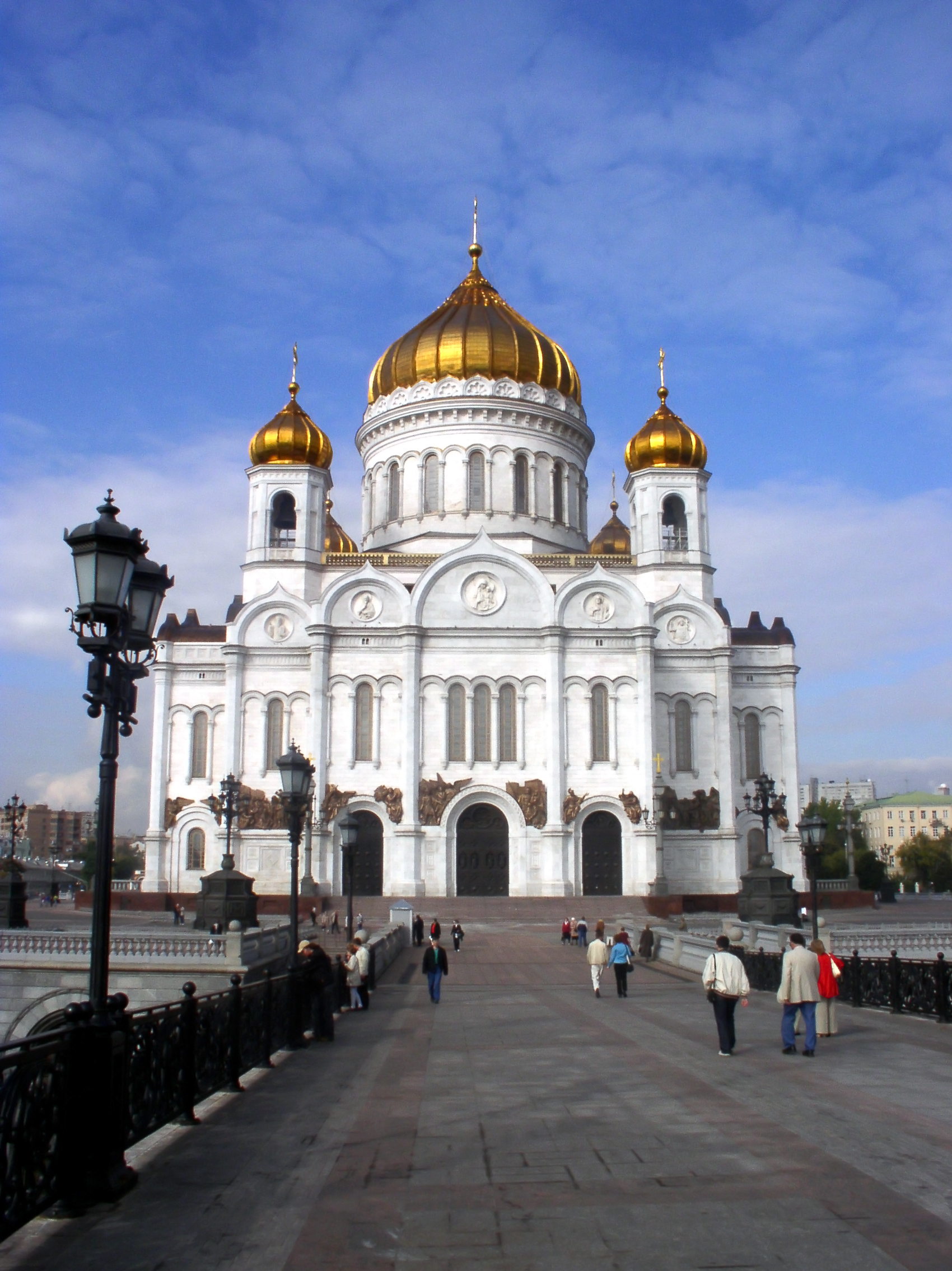
再建された救世主ハリストス大聖堂

正教会をはじめとして宗教に大弾圧を加えたソヴィエト政権が崩壊した後、ロシア正教会はロシア人の精神的なよりどころとして教勢を再び伸ばしている。破壊されたカザンの生神女福音聖堂、モスクワの救世主ハリストス大聖堂の復興をはじめとして、各地でソ連時代に破壊された聖堂の復興や教会組織の再建、および修道院の復興・新設が進んでいる。ソ連時代に禁じられていた放送・出版も活発に行われるようになった。
ソ連は崩壊したが、ソ連時代に当局に協力していた聖職者がいたこと（止むを得ず信徒を守るために協力した者がほとんどであったとされるが、進んで協力していた者もいたとされる）による信徒・国民からの教会に対する不信が尾を引いており、ロシア正教会にとって解決の容易でない問題となっている。

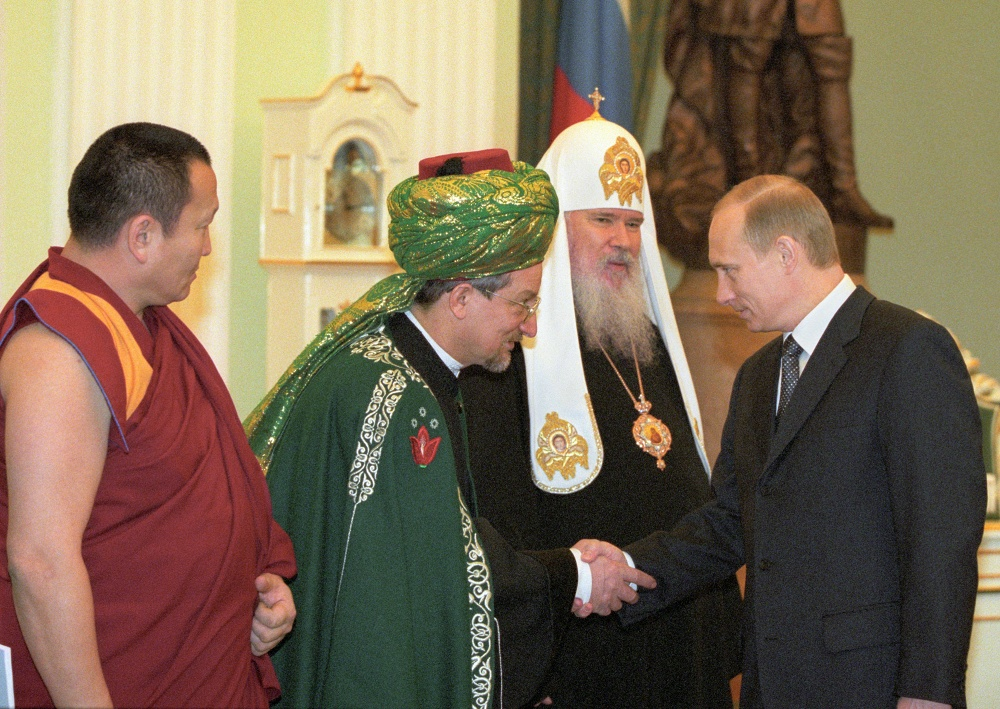
ロシア国内の宗教指導者達とプーチン。左から仏教（チベット仏教）、イスラーム、正教（アレクシイ2世）の指導者達。（2001年2月）

ロシア連邦において、一宗教団体としては別格の扱いを政府から受けているロシア正教会ではあるが、国教とは位置づけられていない（世界で現在国教としての扱いを受ける正教会組織はギリシャ正教会、フィンランド正教会のみである）。ロシア連邦は多民族国家でありムスリムや仏教徒も多数存在しており、政府も正教以外の宗教に対する一定の配慮を示している。
ロシア正教会に限らず、正教会は現在、「正教の離散」と呼ばれる問題を抱えている。これは、正教が現代に入って土地ではなく各民族教会ごとに管轄を保持する傾向が強まり、教区を巡る争いが複数発生している問題を指す。ロシア正教会も同様の問題を各地に存在するロシア人コミュニティを巡って抱えており、多くは決着をみていない。

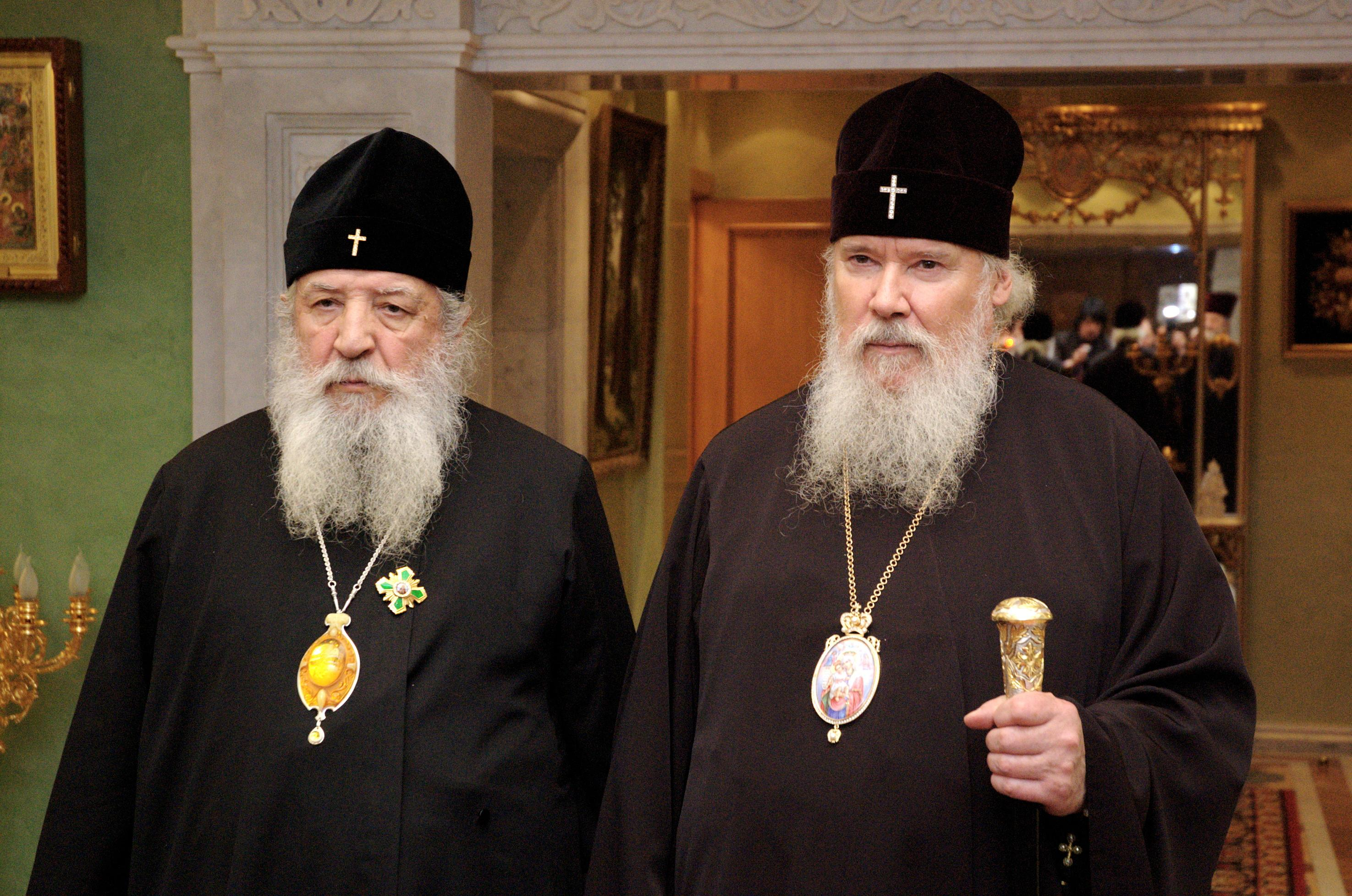
在外ロシア正教会のラウルス府主教（向って左）と、ロシア正教会のアレクシイ2世総主教（向って右）。2008年2月28日撮影。

ただし懸案のひとつであった在外ロシア正教会との関係については、ロシア正教会の首座主教であるアレクシイ2世総主教指導下のモスクワ総主教座と在外ロシア正教会で和解交渉が進められ、2007年5月17日モスクワで最終合意文書の締結に至った。在外ロシア正教会は準自治正教会としての格を有することとなった。

### ロシア正教会と西方教会の関係
合法化された東方典礼カトリック教会や、主にアメリカから入ってくる福音派などプロテスタントの伝道との競争に晒され、これらとの緊張関係におかれてもいる。特に東方典礼カトリック教会と福音派は資金が潤沢であり、ロシア正教会はこれらの伝道に神経を尖らせている。
長年、ローマ教皇庁とは比較的緊張関係にあり、モスクワ総主教とローマ教皇の対話もあまり進展していない。ローマカトリックとの対立については、特にウクライナ東方カトリック教会問題を抱えるウクライナにおける対立が顕著であり、かつての西方からの正教会に対する十字軍の歴史的記憶と相俟って、東西両教会の和解を喧伝しつつ布教活動を拡大していくローマカトリック教会に対する正教信徒からの不信感を招く根源的理由のひとつとなっている。
このように、深刻な緊張関係が両教会間には存在し、相互領聖は他の地域の正教会と同様に全く行われてはおらず、モスクワ総主教とローマ教皇の直接のトップ会談は未だ実現してはいないものの、主教・枢機卿クラスでの交流は行われ、一定の交流が継続されている。前教皇ヨハネ・パウロ2世の永眠の際には、ロシア正教会渉外局長でありロシア正教会のナンバー2と目されるキリル府主教（肩書当時）が弔問に訪れてもいる。

### 日本との関係
日本に正教を浸透させたのはロシアの修道司祭（のち大主教）ニコライである。1970年以来、日本ハリストス正教会は自治教会となっており、その長たる全日本の府主教の認可はモスクワおよび全ロシアの総主教によって行われる一方、財政と信仰生活は完全にロシア正教会から独立していることなどにみられるように、教会運営においてほぼ完全な自治を行っている。
ロシアと直接的に関係を持つ日本の教会として、ロシア正教会駐日ポドヴォリエがある。

### コンスタンティノープル総主教庁との関係
1991年にウクライナがソビエト連邦から独立して以降、ウクライナ独立正教会およびウクライナ正教会・キエフ総主教庁の承認を巡って、モスクワ総主教庁とコンスタンティノープル総主教庁の対立が続いていた。また、1996年にはエストニアにおける正教会の管轄権を巡って、コンスタンティノープル総主教庁とロシア正教会が短期間ながら断交した。
2018年10月11日、コンスタンティノープル総主教庁は上記ウクライナ2教会の独立承認を発表し、12月15日には両教会が合同して新生ウクライナ正教会が結成された。これに反発したロシア正教会は聖シノド（宗務院）の決定に従い、同年10月15日を以って、コンスタンティノープル総主教庁とのフル・コミュニオン（相互領聖）関係を断絶した。
それに伴い、モスクワ総主教座に所属する自治正教会である日本ハリストス正教会も、同年10月18日を以って、ロシア正教会の決定に従いコンスタンティノープル総主教庁と断交した。